# Salvador Dalí
Vous lisez un « bon article » labellisé en 2013.
Salvador Dalí (Salvador Dalí i Domènech), marquis de Dalí de Púbol, né à Figueras le 11 mai 1904 et mort dans la même ville le 23 janvier 1989, est un peintre, sculpteur, graveur, scénariste et écrivain espagnol. Il est considéré comme l'un des principaux représentants du surréalisme, et comme l'un des plus célèbres peintres du XXe siècle.
Influencé très jeune par l'impressionnisme, il quitta Figueras pour recevoir une éducation artistique académique à Madrid où il se lia d'amitié avec Federico García Lorca et Luis Buñuel et chercha son style entre différents mouvements artistiques. Sur les conseils de Joan Miró, il rejoignit Paris à l'issue de ses études et intégra le groupe des surréalistes, où il rencontra son épouse Gala. Il trouva son propre style à partir de 1929, année où il devint surréaliste à part entière et inventa la méthode paranoïaque-critique. Exclu de ce groupe quelques années après, il vécut la guerre d'Espagne en exil en Europe, avant de quitter la France en guerre pour New York, où il résida huit ans et où il fit fortune. À son retour en Catalogne, en 1949, il opéra un virage vers le catholicisme, se rapprocha de la peinture de la Renaissance et s’inspira des évolutions scientifiques de son temps pour faire évoluer son style vers ce qu'il nomma « mysticisme corpusculaire ».
Les thèmes qu'il aborda le plus fréquemment furent le rêve, la sexualité, la nourriture, son épouse Gala et la religion. La Persistance de la mémoire est l'une de ses toiles surréalistes les plus célèbres, le Christ de saint Jean de la Croix est l'une de ses principales œuvres à motif religieux. Artiste très imaginatif, il manifestait une tendance notable au narcissisme et à la mégalomanie qui lui permettaient de retenir l'attention publique, mais irritaient une partie du monde de l'art, qui voyait dans ce comportement une forme de publicité qui dépassait parfois son œuvre. Deux musées lui furent dédiés de son vivant, le Salvador Dali Museum et le théâtre-musée Dalí. Dalí créa lui-même le second, comme une œuvre surréaliste à part entière.
La sympathie de Dalí pour Francisco Franco, son excentricité et ses œuvres tardives font de l'analyse de son opus comme de sa personne des thèmes difficiles sujets à controverses.

## Biographie

### Enfance
Salvador Domingo Felipe Jacinto Dalí i Domènech, est né au no 20 de la rue Monturiol à Figueras le 11 mai 1904. Cette région, l'Empordà, avec le port de Cadaqués, a servi de « toile de fond, de portant et de rideau de scène » à son œuvre. Son père, Salvador Dalí i Cusí (1872-1952) était notaire. Sa mère se nommait Felipa Domènech i Ferrés (1874-1921). Il naquit 9 mois après le décès de son frère, également nommé Salvador, (1901-1903), décès survenu à la suite d'une gastro-entérite infectieuse. Alors qu'il avait cinq ans, ses parents l’emmenèrent sur la tombe de son frère, et lui dirent — selon ce qu'il rapporta — qu'il en était la réincarnation. Cette scène aurait fait naître en lui le sentiment d'être la copie de son frère, ainsi qu'une crainte du tombeau de son frère, et le désir de prouver son caractère unique dans le monde.

« Je naquis double. Mon frère, premier essai de moi-même, génie extrême et donc non viable, avait tout de même vécu sept ans avant que les circuits accélérés de son cerveau ne prennent feu,. »

Son père est, selon les sources, décrit comme autoritaire ou plutôt libéral. Quoi qu'il en soit, il accepta sans trop de mal que son fils embrassât la carrière des arts, encouragé par le renouveau artistique de la Catalogne du début de siècle. Sa mère compensait un peu ce caractère autoritaire, soutenait l'intérêt artistique de son fils,, tolérait ses colères, son énurésie, ses rêves et ses mensonges.
« À l'âge de six ans, je voulais devenir cuisinière. À sept ans, je voulais devenir Napoléon. Depuis mon ambition n'a cessé de grandir. »
Dalí eut également une sœur, Anna Maria, plus jeune de quatre ans . En 1949, elle publia un livre sur son frère, Dalí vu par sa sœur. Durant son enfance, Dalí se lia d'amitié avec de futurs joueurs du F.C. Barcelone, comme Emilio Sagi-Barba ou Josep Samitier. Pendant les vacances, le trio jouait au football à Cadaqués. En 1916, il découvrit la peinture contemporaine lors d'une visite familiale, à Cadaqués, où il connut la famille du peintre impressionniste Ramon Pichot, artiste local qui voyageait régulièrement à Paris, capitale de l'art de l'époque. 
Sur les conseils de Pichot, son père l'envoya prendre des cours de peinture auprès de Juan Núñez à l'école municipale de gravure. L'année suivante, son père organisa une exposition de ses dessins au crayon à la maison familiale. À quatorze ans, en 1919, Dalí participa à une exposition collective d'artistes locaux au théâtre municipal de Figueras, où plusieurs de ses toiles furent remarquées par deux critiques célèbres : Carlos Costa et Puig Pujades. Il prit également part à une seconde exposition collective à Barcelone, parrainée par l'Université, où il reçut le prix du Recteur. L'influence impressionniste se note clairement dans les toiles de Dalí jusqu'en 1919. Il les réalisa pour la plupart à Cadaqués en s'inspirant du village et de ses scènes de la vie quotidienne.
À la fin de la Première Guerre mondiale, il rejoignit un groupe d'anarchistes et misa sur le développement de la révolution marxiste. L'année suivante, en 1919, alors qu'il était en terminale à l'institut Ramón Muntaner, il édita avec plusieurs de ses amis une revue mensuelle, Studium, qui présentait des illustrations, des textes poétiques et une série d'articles sur des peintres comme Goya, Velázquez et Léonard de Vinci. En 1921, il fonda avec des amis le groupe socialiste Renovació social.
En février 1921, sa mère mourut d'un cancer de l'utérus. Dalí avait alors 16 ans. Il affirma plus tard : (ce fut) « le coup le plus dur que je reçus dans ma vie. Je l'adorais. Je ne pouvais pas me résigner à la perte d'un être avec qui je comptais faire invisibles les inévitables taches de mon âme ». Par la suite, le père de Dalí se remaria avec la sœur de la défunte, ce que Dalí n'accepta jamais. Il obtint son baccalauréat en 1922.
|  |                             |  |  |  |  |  |  |  |  |  |  |  |  |  |  |  |
|  | Gal Dalí i Viñas            |  |  |  |  |  |  |  |  |  |  |  |  |  |  |  |
|  |                             |  |  |  |  |  |  |  |  |  |  |  |  |  |  |  |
|  |                             |  |  |  |  |  |  |  |  |  |  |  |  |  |  |  |
|  | Salvador Dalí i Cusí        |  |  |  |  |  |  |  |  |  |  |  |  |  |  |  |
|  |                             |  |  |  |  |  |  |  |  |  |  |  |  |  |  |  |
|  |                             |  |  |  |  |  |  |  |  |  |  |  |  |  |  |  |
|  | Teresa Cusí i Marcó         |  |  |  |  |  |  |  |  |  |  |  |  |  |  |  |
|  |                             |  |  |  |  |  |  |  |  |  |  |  |  |  |  |  |
|  |                             |  |  |  |  |  |  |  |  |  |  |  |  |  |  |  |
|  | Salvador Dalí i Domènech    |  |  |  |  |  |  |  |  |  |  |  |  |  |  |  |
|  |                             |  |  |  |  |  |  |  |  |  |  |  |  |  |  |  |
|  |                             |  |  |  |  |  |  |  |  |  |  |  |  |  |  |  |
|  | Anselm Domènech i Serra     |  |  |  |  |  |  |  |  |  |  |  |  |  |  |  |
|  |                             |  |  |  |  |  |  |  |  |  |  |  |  |  |  |  |
|  |                             |  |  |  |  |  |  |  |  |  |  |  |  |  |  |  |
|  | Felipa Domènech i Ferrés    |  |  |  |  |  |  |  |  |  |  |  |  |  |  |  |
|  |                             |  |  |  |  |  |  |  |  |  |  |  |  |  |  |  |
|  |                             |  |  |  |  |  |  |  |  |  |  |  |  |  |  |  |
|  | Maria Anna Ferrés i Sadurní |  |  |  |  |  |  |  |  |  |  |  |  |  |  |  |
|  |                             |  |  |  |  |  |  |  |  |  |  |  |  |  |  |  |
|  |                             |  |  |  |  |  |  |  |  |  |  |  |  |  |  |  |

### Jeunesse à Madrid
En 1922, Dalí s'installa dans la célèbre résidence d'étudiants de Madrid pour commencer ses études à l'Académie royale des beaux-arts de San Fernando. Il attira immédiatement l'attention à cause de son caractère excentrique de dandy. Il portait une longue chevelure à favoris, une gabardine, de hautes chaussettes épaisses de style victorien. Cependant, ce furent ses peintures, que Dalí teintait de cubisme, qui attirèrent le plus l'attention de ses camarades de résidence, notamment ceux qui devinrent des figures de l'art espagnol : Federico García Lorca, Pepín Bello, Pedro Garfias, Eugenio Montes, Luis Buñuel (dont il intègre la confrérie, l'Ordre de Tolède), Rafael Barradas et plus généralement la génération de 27. À cette époque, cependant, il est possible que Dalí n'eût pas compris complètement les principes cubistes. En effet, ses uniques sources étaient des articles publiés par la presse — L'Esprit Nouveau — et un catalogue que lui avait donné Pichot, puisqu'il n'y avait pas de peintres cubistes à Madrid à cette époque. Si ses professeurs étaient ouverts à la nouveauté, ils se trouvaient en retard sur l'élève : ils adaptaient l'impressionnisme français aux thèmes hispaniques, approche que Dalí avait dépassée l'année précédente,.
Dalí se consacra avec Lorca et Buñuel à l'étude des textes psychanalytiques de Sigmund Freud. Il considérait la psychanalyse comme l'une des découvertes les plus importantes de sa vie. Accusé à tort de diriger un mouvement d'agitation en Catalogne, il fut expulsé en 1923 de l’académie et emprisonné du 21 mai au 11 juin. La raison de son arrestation semble être liée à la plainte pour fraude électorale déposée par le père de Dalí à la suite du coup d'État de Primo de Rivera. Dalí retourna à l'académie l'année suivante.
« Dans leurs blancs studios, les peintres modernes coupent les fleurs aseptiques de la racine carrée… » Federico García Lorca,
Ode à S. Dalí
En 1924, toujours inconnu, Salvador Dalí illustra un livre pour la première fois. C'était une publication du poème en catalan Les Bruixes de Llers (Les Sorcières de Llers) d'un de ses amis de la résidence, le poète Carles Fages de Climent. Dalí se familiarisa rapidement avec le dadaïsme, influence qui le marqua pour le reste de sa vie. Dans la résidence, il refusa les avances amoureuses du jeune Lorca qui lui dédia plusieurs poèmes, :

« Il [F. G. Lorca] était homosexuel, ça, tout le monde le sait, et il était fou amoureux de moi. Il essaya de s'approcher de moi quelquefois… et moi, j'étais très gêné, parce que je n'étais pas homosexuel, et que je n'étais pas disposé à céder. […] »

— Salvador Dalí ; conversations avec Alain Bosquet
Les deux artistes devinrent amis. Avec Maruja Mallo et Margarita Manso, également étudiantes aux Beaux-Arts, ils participent, à la Puerta del Sol, à l'épisode fondateur du mouvement féministe des Las Sinsombrero, du nom du geste d'ôter son chapeau en public, acte alors réservé aux hommes dans le Madrid des années 1920. Il est probable que chacun des jeunes hommes trouva en l'autre une passion de découverte esthétique correspondant à ses propres désirs. Les demandes de l'écrivain se firent à un tournant de l'œuvre de Dalí qui les ressentit comme un écho à ses recherches sur l'inconscient. Compte tenu des affabulations de Dalí, on ne saura sans doute jamais quelles furent leurs relations, alors que les deux artistes faisaient « amoureusement » le portrait l'un de l'autre. Les toiles de cette époque sont marquées par l'onanisme du peintre, qui affirma être resté vierge avant sa rencontre avec Gala. Dalí reçut la visite de Federico García Lorca, en novembre 1925, à Cadaqués puis, cette même année, Dalí réalisa sa première exposition personnelle à Barcelone à la Galerie Dalmau, où il présenta Portrait du père de l'artiste et Jeune fille à la fenêtre.
La même galerie exposa, fin 1926, d'autres œuvres de Dalí et, notamment La Corbeille de pain, peinte durant l'année. Ce fut la première toile de l'artiste présentée hors d'Espagne, en 1928, lors de l'exposition Carnegie de Pittsburgh. Sa maîtrise des moyens picturaux se reflète impeccablement dans cette œuvre réaliste,. Les premières critiques barcelonaises furent chaleureuses. Pour l'une d'elles, si cet « enfant de Figueras » tourna son visage vers la France, « c'est parce qu'il peut le faire, parce que ses dons de peintre que Dieu lui a donnés doivent fermenter. Qu'importe si Dalí pour aviver le feu se sert du crayon à mine de plomb d'Ingres ou du gros bois des œuvres cubistes de Picasso ». Dalí fut par la suite expulsé de l'Académie en octobre 1926, peu avant ses examens finaux, pour avoir affirmé que personne n'était en condition de l'examiner,.

### Paris, mariage avec Gala
En 1927, probablement en début d'année, Dalí visita Paris pour la première fois, muni de deux lettres de recommandation destinées à Max Jacob et à André Breton. D'après lui, ce voyage « fut marqué par trois visites importantes, Versailles, le musée Grévin et Picasso », que le jeune Dalí admirait profondément. Picasso avait déjà reçu des commentaires élogieux sur Dalí de la part de Joan Miró.
« […] Picasso est espagnol, moi aussi. Picasso est un génie, moi aussi. Picasso est communiste, moi non plus,. »
Pablo Picasso avait 23 ans de plus que lui. Dalí raconta que, lors de cette rencontre, il lui montra une de ses petites toiles, La Fille de Figueras que Picasso contempla pendant un quart d'heure, puis Picasso en fit autant avec quantité des siennes, sans un mot. Il ajouta qu'au moment de se quitter, « sur le pas de la porte, nous échangeâmes un regard qui disait : “Compris ? — Compris !” »,.
Picasso resta une référence constante pour Dalí, admiré et rival. Dans son Analyse dalinienne des valeurs comparées des grands peintres, il lui attribua 20/20 à la catégorie « génie », à égalité avec Léonard de Vinci, Vélasquez, Raphaël et Vermeer, alors qu'il ne s'attribua « que » 19/20. À la fin de sa vie, il se permit d'être plus critique sur la peinture de Picasso : « Picasso refuse la légitimité ; il ne prend pas la peine de corriger, et ses tableaux ont de plus en plus de jambes, tous ses hâtifs repentirs sortent avec le temps ; il s'est fié au hasard ; le hasard se venge ». Ils restèrent en contact durant toute leur vie,.
Avec le temps, Dalí développa un style propre et se transforma à son tour en une référence et en un facteur influent de la peinture de ces artistes. Certaines caractéristiques de la peinture de Dalí à cette époque se convertirent en marques distinctives de son œuvre. Il absorbait les influences de divers courants artistiques, depuis l'académisme et le classicisme, jusqu'aux avant-gardes. Ses influences classiques passaient par Raphaël, Bronzino, Zurbarán, Vermeer et, évidemment, Velázquez dont il adopta la moustache en croc et qui devint emblématique. Il alternait les techniques traditionnelles et les méthodes contemporaines, parfois dans la même œuvre. Les expositions de cette époque attirèrent une grande attention, suscitèrent des débats et divisèrent les critiques. Sa jeune sœur Anna-Maria lui servit souvent de modèle à cette époque, posant souvent de dos, devant une fenêtre. En 1927, Dalí, âgé de 23 ans, atteignit sa maturité artistique. Cette évidence transparaît dans ses œuvres Le miel est plus doux que le sang et Chair de poule inaugurale, la première inspirée par sa relation avec Lorca, et la seconde par sa première rencontre intime avec Gala.

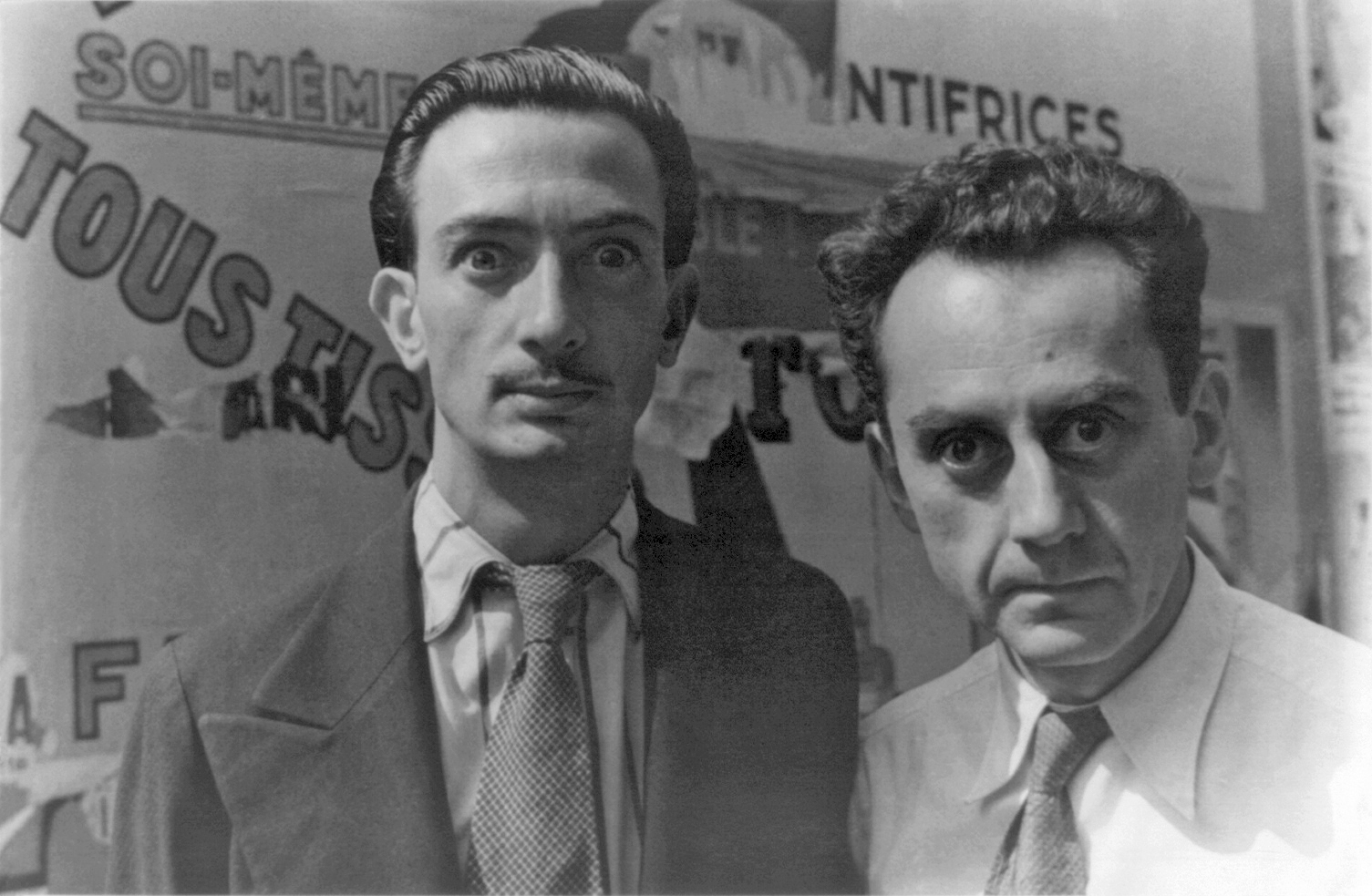
Salvador Dalí et Man Ray à Paris en 1934, photo par Carl van Vechten, photographe américain.

Quelques mois plus tard, Luis Buñuel se rendit à Figueras où les deux amis écrivirent le scénario du film surréaliste Un chien andalou avant que Dalí ne retournât à Paris en 1928, accompagné d'un autre Catalan, Joan Miró. Pour Robert Descharnes et Gilles Néret, le film lança Dalí et Buñuel « comme une fusée ». C'était pour le peintre, « un poignard en plein cœur du Paris spirituel, élégant et cultivé », ajoutant que le film avait été ovationné par un « public abruti qui applaudit tout ce qui lui semble nouveau et bizarre ».
À la suite de la visite, à l'été 1929, de René Magritte et Paul Éluard à Cadaqués, et sur les conseils de Joan Miró, Dalí allait adhérer au surréalisme. De retour à Paris il commença donc à fréquenter le groupe des surréalistes constitué de Hans Arp, André Breton, Max Ernst, Yves Tanguy, René Magritte, Man Ray, Tristan Tzara et de Paul Éluard et son épouse Helena, surnommée par tous Gala. Née sous le nom d'Elena Ivanovna Diakonova, c'était une migrante russe dont Dalí tomba amoureux, et qui fut séduite par cet homme de dix ans plus jeune qu'elle. Bien que Dalí eût allégué être complètement impuissant et vierge, son œuvre reflète son obsession sexuelle. Il représenta notamment le désir sous la forme de têtes de lions,.
Gala était sa muse. Elle lui tenait lieu de famille, organisait ses expositions et vendait ses toiles. En décembre, en raison de sa liaison avec Gala — femme mariée —, Salvador Dalí se brouilla profondément avec son père et sa sœur Anna-Maria. La légende d'une gravure mal interprétée complète le tableau d'un fils en rupture avec sa famille. Le critique d'art Eugenio d'Ors aurait rapporté, dans un journal barcelonais, que Dalí aurait montré au groupe des surréalistes une chromo représentant le Sacré-Cœur, sur lequel était écrit « parfois, je crache par plaisir sur le portrait de ma mère », provoquant l'ire de son père et obligeant Dalí à partir. Gala et lui passèrent les années 1930 à 1932 à Paris. Les premiers mois furent pourtant difficiles, ses toiles se vendaient mal et le couple vivait de peu. Mais le peintre se fit connaître à Paris où il fréquentait autant les dîners mondains que les cercles surréalistes. En 1930, ne pouvant s'installer à Cadaqués en raison de l'hostilité paternelle, Dalí et Gala achetèrent une minuscule maison de pêcheur à quelques centaines de mètres de Cadaqués, au bord de la mer, dans la petite crique de Portlligat. Au fil des ans, la fortune aidant, il transforma sa propriété en une fastueuse villa aujourd'hui convertie en musée. Le paysage sur la petite crique devint une référence picturale permanente dans l'œuvre du peintre qui affirma : « Je ne suis chez moi qu'ici, partout ailleurs, je ne suis que de passage ». Gala et Dalí se marièrent civilement en 1934, avant de se marier religieusement en 1958.
En 1931, Dalí peignit l'une de ses toiles les plus célèbres, La Persistance de la mémoire, également connue sous le nom des Montres molles qui, selon certaines théories, illustre son refus du temps comme entité rigide ou déterministe. Dalí, « dans un pathétique désir d'éternité fait du temps de la montre, c'est-à-dire du temps mécanique de la civilisation, une matière molle, ductile qui peut aussi être mangée à la manière d'un camembert coulant ». Cette idée est développée par d'autres figures de l'œuvre, comme l'ample paysage ou bien certaines montres à gousset, dévorées par des insectes. D'autre part, les insectes feraient partie de l'imaginaire dalinien comme entité destructrice naturelle et, comme le peintre l'explique dans ses mémoires, seraient des réminiscences de son enfance.

### Dalí et le groupe des surréalistes
Dalí continuait d'exposer régulièrement et rejoignit officiellement le groupe des surréalistes dans le quartier parisien de Montparnasse. En octobre et novembre 1933, il participe au 6e Salon des surindépendants en compagnie de membres du groupe.
Durant les deux années suivantes, son travail influença fortement le cercle des surréalistes, qui l'acclama en tant que créateur de la méthode paranoïaque-critique, qui, selon ce qui s'en disait, permettait d'accéder au subconscient, libérant les énergies artistiques créatrices,. C'est, d'après le peintre, une « méthode spontanée de connaissance irrationnelle basée sur l’objectivation critique et systématique des associations et interprétations délirantes ». Breton rendit hommage à cette découverte qui venait de doter

« […] le surréalisme d'un instrument de tout premier ordre en l'espèce la méthode paranoïaque critique qu'il s'est montré d'emblée capable d'appliquer à la peinture, à la poésie, au cinéma, à la construction d'objets surréalistes typiques, à la mode, à la sculpture, à l'histoire de l'art et même le cas échéant, à toute espèce d'exégèse. »

— André Breton
.
À cette époque, Dalí délaissa temporairement ses travaux autour des images à double sens, telles que L'Homme invisible, tandis que les figures de Guillaume Tell, Lénine, les paysages et figures anthropomorphes, L'Angélus de Millet, Vermeer et Hitler apparurent systématiquement dans ses toiles. Une activité marquante de cette époque fut la réalisation avec le sculpteur Giacometti d'objets surréalistes. Selon Dalí, ils sont dotés d'un « minimum de fonctionnement mécanique, [et] sont basés sur les fantasmes et les représentations susceptibles d'être provoqués par la réalisation d'actes inconscients ». Il restait hermétique aux problèmes des surréalistes avec la politique, une « anecdote de l'histoire » selon lui. Il agaçait le groupe en étudiant systématiquement Hitler et « la croix gammée vieille comme le soleil chinois, [qui] réclame l'honneur de l'objet ».
Si les divergences politiques éloignaient peu à peu André Breton et Louis Aragon, celles provoquées par Dalí furent sans commune mesure. Pour André Thirion, Dalí « n'était pas marxiste et s'en foutait », mais entre les rêveries érotiques de Dalí autour de fillettes de 12 ans qui firent réagir jusqu'au Comité central du parti communiste, et son obsession pour la figure d'Hitler durant deux années, le peintre fut convoqué en janvier 1934 chez Breton où il se présenta vêtu en malade, avec un chandail et un thermomètre dans la bouche. Une fois l'accusation de Breton terminée, il lut sa plaidoirie en faisant un striptease, affirmant en langage fleuri, qu'il ne faisait que retranscrire ses rêves — particuliers — et que, en conséquence de ses rêves, Breton et lui feraient bientôt l'objet d'une représentation homosexuelle. Il fut exclu à l'issue de cette réunion. Dalí continua cependant à travailler avec le groupe, qui avait besoin de lui, notamment en tant qu'agent publicitaire, à Londres en 1936 en tenue de scaphandrier, à Paris en février 1938, où il montrait son Taxi pluvieux, dans lequel deux mannequins de vitrine recevaient la pluie entre des salades et des escargots de Bourgogne.
Fin 1933, leur marchand d'art Julien Levy exposa 25 œuvres de Dalí à New York. Ce dernier mourait d'envie d'aller voir les États-Unis. Les œuvres de Picasso y étaient déjà exposées contrairement aux musées français. Il se laissa facilement convaincre par Caresse Crosby, une riche Américaine, d'entreprendre le voyage. Dalí et Gala se rendirent pour la première fois à New York en 1934 ; Picasso avança l'argent pour leurs billets. Les Américains furent subjugués par l'excentricité du personnage et les audaces d'un surréalisme qu'ils ne connaissaient alors presque pas. Au grand désespoir de Breton, Dalí était considéré comme le seul surréaliste authentique, ce que le peintre, triomphant et ivre de mégalomanie, s'empressa de confirmer le 14 novembre à New York : « Les critiques distinguent déjà le surréalisme avant ou après Dalí ». L'exposition à la Galerie Julien Levy eut un franc succès et Dalí comprit que sa réussite passait par les États-Unis. Sa peinture commençait à être appréciée. Edward James — filleul du roi Édouard VII — devint son mécène et lui racheta toute sa production, de 1935 à 1936. Métamorphose de Narcisse et Cannibalisme de l'automne font partie des plus célèbres toiles de cette période.

### Guerre d'Espagne
« Quand, dans l'histoire de la culture humaine, un peuple éprouve la nécessité de détruire les liens intellectuels qui l'unissaient aux systèmes logiques du passé afin de créer pour son propre usage une mythologie originale, mythologie qui, correspondant parfaitement à l'essence et à la pression totale de sa réalité biologique, est reconnue par les esprits d'élite des autres peuples, alors l'opinion publique de la société pragmatique exige par égard pour elle que soient exposés les motifs de la rupture avec les formules traditionnelles éculées. »

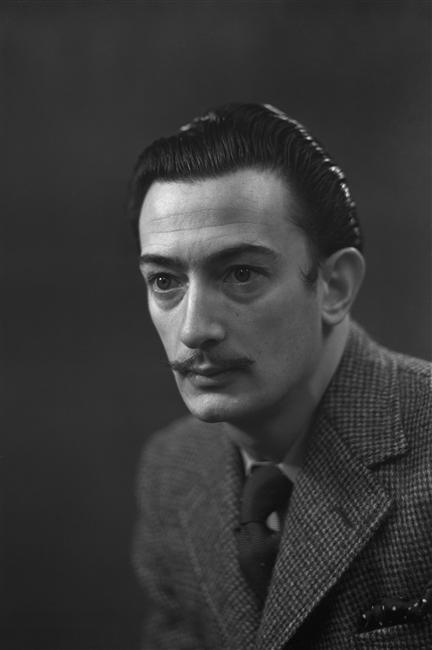
Dalí en 1936.

De retour en Catalogne, Dalí et Gala quittèrent Portlligat en 1936 pour fuir la guerre civile espagnole et voyagèrent en Europe. Ils vécurent un temps dans l'Italie fasciste, où il s'inspira des œuvres romaines et florentines de la Renaissance, notamment pour réaliser des images doubles telles que Espagne. Ses toiles Construction molle aux haricots bouillis (également connue sous le nom de Prémonition de la guerre civile) et La Girafe en feu furent les plus représentatives de cette période, qui vit l'invention de ces monstres. Ceux-ci reflètent sa vision de la guerre, mais non son attitude politique. Il représenta la guerre civile comme un phénomène d'histoire naturelle, une catastrophe naturelle, et non un événement politique, comme Picasso avait pu le faire avec Guernica. Ce fut à Londres qu'il apprit le meurtre de son ami Federico García Lorca, le 19 août 1936, à Grenade par un franquiste, le faisant tomber dans une profonde dépression.
Durant son deuxième voyage aux États-Unis, la presse et le public firent un accueil triomphal à « Mr Surrealism ». Le portrait de Dalí par le photographe Man Ray fit la une, en décembre 1936, du magazine Time. En février 1937, Dalí rencontra à Hollywood les Marx Brothers et fit un portrait de Harpo Marx, agrémenté de cuillères, de harpes et de fils de fer barbelés. Le film qu'ils projetaient de faire ne vit pas le jour. En 1938, par l'intermédiaire d'Edward James ainsi que celle de son ami Stefan Zweig, Dalí rencontra à Londres Sigmund Freud, qu'il admirait depuis longtemps et dont les travaux avaient inspiré ses propres recherches picturales sur les rêves et l'inconscient,.
D'après le récit qu'en fit Conroy Maddox, Freud âgé confia à Zweig en cette occasion à propos de Dalí :

« Je n'ai jamais vu un spécimen d'Espagnol plus parfait ; quel fanatique ! »

— Conroy Maddox.
Dalí publia en 1939 une Déclaration d'indépendance de l'imagination et des droits de l'homme à sa propre folie. Ses pérégrinations européennes l'emmenèrent en exil pendant cinq mois, à partir de septembre 1938, dans la villa de Coco Chanel, La Pausa,, où il prépara l'exposition de New York à la galerie Julien Levy. Il détruisit à cette occasion, en 1939, une œuvre qu'il avait créée et qui avait été modifiée sans son accord dans un magasin de la Cinquième Avenue,.

### New York
Lors de l'entrée en guerre de la France en 1939, Dalí et Gala étaient à Paris qu'ils quittèrent pour Arcachon où ils fréquentèrent plusieurs artistes dont Leonor Fini. Peu avant l'invasion allemande, ils partirent en Espagne puis au Portugal. Dalí, qui avait fait un détour par Figueras pour voir sa famille, rejoignit Gala à Lisbonne d'où ils embarquèrent pour New York où demeuraient aussi de nombreux intellectuels français en exil,. Ils y résidèrent huit ans, Dalí s'intégra parfaitement à la haute société new-yorkaise, peignit de nombreux portraits de riches Américains — Helena Rubinstein — participa activement à la vie théâtrale avec de grandes peintures murales, réalisa ses premiers bijoux, et s'intéressa au cinéma, en particulier aux Marx Brothers, à Walt Disney, à Alfred Hitchcock. Après ce déménagement, il chercha également la foi catholique et à rapprocher sa peinture du classicisme ce qu'il ne fit effectivement qu'à partir de 1945.
En 1941, Dalí envoya un script de cinéma à Jean Gabin, Moontide (La Péniche de l'amour). À la fin de cette année, la première rétrospective de Dalí fut exposée par le Museum of Modern Art. Ces soixante œuvres — 43 huiles et 17 dessins — parcoururent les États-Unis durant les deux années suivantes. Les huit plus grandes villes accueillirent l'exposition, assurant la notoriété du peintre et bientôt, les propositions commerciales se multiplièrent. S'il n'en accepta que certaines, elles lui permirent d'amasser une solide fortune, qui inspira à Breton l'anagramme féroce « Salvador Dalí — Avida Dollars ». Robert et Nicolas Descharnes expliquent que « durant cette période Dalí n'arrêta jamais d'écrire ».
En 1942, il publia son autobiographie, La Vie secrète de Salvador Dalí. Il écrivit régulièrement pour les catalogues de ses expositions, comme celle organisée par Knoedler Gallery en 1943. Il y exposait que « le surréalisme aura servi au moins pour donner des preuves expérimentales de la totale stérilité des essais pour automatiser [l'art. Ceux-ci] sont allés trop loin et ont généré un système totalitaire […]. La paresse contemporaine et le manque de technique ont atteint leurs paroxysmes dans la signification psychologique de l'utilisation actuelle de l'institution universitaire ». Il écrivit également un roman publié en 1944, sur un salon de mode pour automobiles, qui inspira une caricature d'Erdwin Cox pour The Miami Herald, où Dalí porte une automobile comme costume de fête. Durant ces années, Dalí réalisa des illustrations pour des éditions anglophones de classiques telles que Don Quichotte, l'autobiographie de Benvenuto Cellini et les Essais de Michel de Montaigne. Il fit également les décors pour le film Spellbound, d'Alfred Hitchcock et entreprit, avec Walt Disney, la réalisation du dessin animé Destino, inachevé et qui fut monté en 2003, longtemps après la mort de ses auteurs.
Ce fut une époque des plus prolifiques de sa vie, mais qui est discutée par certains critiques, selon qui Dalí troublait la frontière entre art et biens de consommation, en délaissant la peinture pour se consacrer au design et aux articles commerciaux. Les peintures de cette période furent inspirées par les souvenirs de la Catalogne par leurs couleurs et leurs espaces, dans lesquels le peintre représenta des sujets d'Amérique. À ce titre, la toile Poésie d'Amérique fut visionnaire. Elle réunit en une œuvre la ségrégation noire, la passion américaine pour le rugby, et l'irruption d'une marque dans une œuvre d'art : Coca-Cola. À la fin de la Seconde Guerre mondiale, il ne revint pas immédiatement en Europe. Il effectua son virage vers le classicisme en 1945, sans se couper du reste du monde. Les bombardements atomiques de Hiroshima et Nagasaki lui inspirèrent Idylle atomique et uranique mélancolique et Trois sphinx en bikini. L'abandon du « Dalí de la psychanalyse » pour le « Dalí de la physique nucléaire » ne lui permit pas d'effectuer immédiatement son rapprochement vers le catholicisme. La peinture de cette époque empruntait aux classiques les rapports géométriques — le nombre d'or ou divine proportion. Ce fut notamment le cas avec Léda atomique.

### Retour en Catalogne
« […] L'unique différence entre un fou et moi, c'est que moi, je ne suis pas fou… »
À partir de 1949, les Dalí revinrent vivre en Catalogne sous la dictature franquiste et passèrent leurs hivers à Paris, dans une suite de l'hôtel Meurice. Il décupla sa virtuosité technique, intensifia son intérêt pour les effets optiques mais, surtout, réalisa son retour à la foi catholique. Il fut reçu en audience privée le 23 novembre 1949 par le pape Pie XII. Ses recherches sur les proportions classiques le menèrent à « sublimer toutes les expériences révolutionnaires de [son] adolescence dans la grande tradition mystique et réaliste de l'Espagne ». Cette conversion prit notamment la forme de deux toiles, La Madone de Port Lligat (1949) et le Christ de saint Jean de la Croix (1951), qui furent complétées d'illustrations pour La Divine Comédie (1952, aquarelles). Il avait alors déjà publié son Manifeste mystique, où il expliquait les tenants et les aboutissants de son mysticisme nucléaire, et signé ses premières toiles corpusculaires dont la toile Galatée aux sphères est une représentante. Il lia catholicisme et physique des particules en expliquant les Élévations — de la Vierge, de Jésus — par la « force des anges », dont les protons et les neutrons seraient des vecteurs, des éléments angéliques. Il lia la corne de rhinocéros à la chasteté, à la Vierge Marie et à La Dentellière de Vermeer, dans un raisonnement mêlant la géométrie « divine » de la spirale logarithmique, la corne l'animal et la construction corpusculaire « de la plus violente rigueur » de la toile du maître hollandais. Il peignit de nombreux sujets comportant cet appendice.
Le 17 décembre 1955, il exposa ces idées à la Sorbonne, lors de sa conférence « Aspects phénoménologiques de la méthode paranoïaque-critique ». Il se rendit à l'université dans une Rolls-Royce jaune et noire, remplie de choux-fleurs qu'il distribua en guise d'autographes. Opposant dans sa présentation la France et l'Espagne, la première étant selon lui le pays le plus rationnel au monde et la seconde le plus irrationnel, il démontra au cours de cette conférence l'unicité de l'arrière-train du pachyderme avec un tournesol, l'ensemble étant lié à la célèbre Dentellière et aux corpuscules de la physique atomique.

En 1959, André Breton organisa une exposition nommée « Hommage au surréalisme », pour célébrer le quarantième anniversaire de ce mouvement. Elle rassembla des œuvres de Dalí, Joan Miró, Enrique Tábara et Eugenio Granell. Breton s'opposa fermement à l'inclusion de la Madone Sixtine de Dalí, à l'exposition surréaliste internationale de New York, l'année suivante. Selon Robert Descharnes, le comportement de Dalí à cette époque fut une réaction à sa célébrité pour protéger sa créativité. Si Picasso, pour les mêmes raisons, s'était réfugié dans le château de Vauvenargues, Dalí, incapable de se taire, commentait les phénomènes, découvertes et événements de son époque et le mélange en résultant n'était pas toujours du meilleur goût. Semant la confusion chez les critiques, il laissait aux médias grand public le soin d'analyser ses moustaches et de se concentrer sur quelques-unes de ses toiles, telles le Christ de saint Jean de la Croix. Cette attitude fit dire à l'expert du surréalisme de Sotheby's, Andrew Strauss : 

« Dalí a travaillé à la construction de sa popularité à l'échelle mondiale. Il a précédé Andy Warhol dans cette stratégie du culte de l'artiste star. »

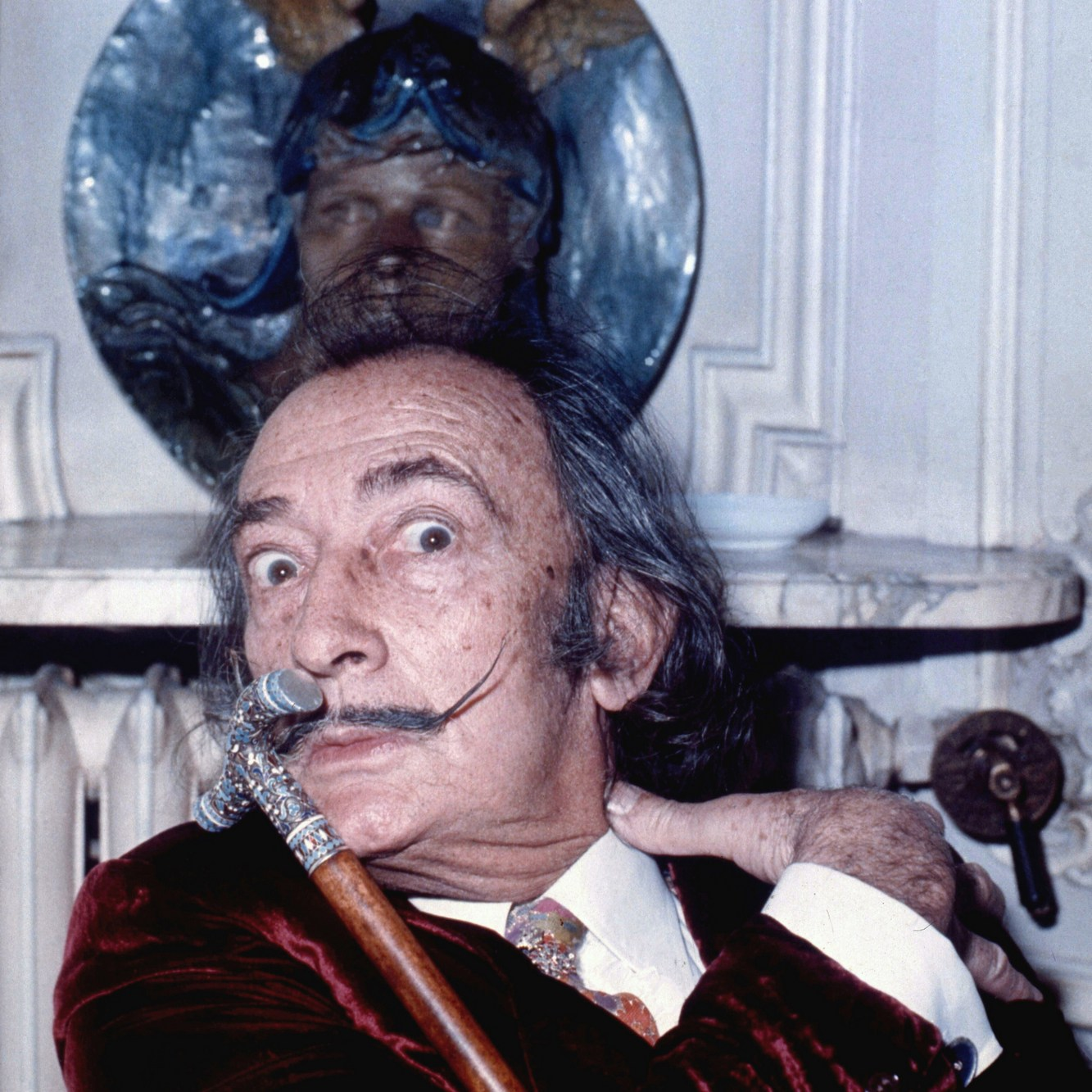
Dalí en 1972.

Dalí s'intéressa aux nouvelles découvertes scientifiques de son époque. Il se fascina pour l'ADN et le tesseract, un hypercube en quatre dimensions. Son tableau, Corpus hypercubus (1954), représente Jésus-Christ crucifié sur le patron d'une telle hyperfigure, où il chercha à créer une synthèse de l'iconographie chrétienne et d'images de désintégrations inspirées par la physique nucléaire. Artiste expérimenté, Dalí ne se confinait pas à la peinture. Il resta très attentif à toutes les évolutions de la peinture post-surréaliste, y compris les formes qui en étaient totalement détachées. Il expérimenta de nombreux médias et procédés nouveaux ou innovants, tels que les peintures par projection. Nombre de ses œuvres incorporaient des illusions d'optique, des calembours visuels, des trompe-l'œil. Il expérimenta aussi le pointillisme, le halftoning (réseau de points semblables à ceux utilisés dans l'impression) et les images stéréoscopiques. Il fut un des premiers à utiliser l'holographie dans l'art. De jeunes artistes, comme Andy Warhol, proclamèrent que Dalí avait une influence importante sur le pop art. Découverte en gare de Perpignan, la stéréoscopie passionna Dalí qui produisit à la fin de sa carrière des images sur deux tableaux (œil droit et œil gauche) difficilement accessibles à la reproduction. Nombre d'entre elles sont exposées au musée Dalí de Figueras (Athènes brûle !).
Dalí avait un sol en verre dans une pièce, près de son atelier. Il s'en servit beaucoup pour étudier le raccourci, vu d'en bas comme d'en haut, pour incorporer des personnages et des objets très expressifs dans ses peintures. Il aimait aussi s'en servir pour amuser ses amis et ses invités.
Les revenus de Dalí et de Gala leur permettaient de mener une vie de luxe. Dès 1960, ils embauchèrent le gestionnaire John Peter Moore. Son successeur, Enrique Sabater, expliquait que « Dalí gagnait plus que le président des États-Unis ». À cette époque, Salvador Dalí et Gala commencèrent à se séparer. À Paris, Dalí fit la connaissance d'Amanda Lear, qui fut alors présentée comme transsexuelle. Celle-ci prit des cours de peinture auprès de Dalí. Un article de Julián Ruiz (es) dans El Mundo est illustré par une photo de 1963 d'eux deux. Elle lui servit principalement de modèle et devint son égérie, (par exemple avec Hypnos (1965), Venus in Furs (1968) et Bateau Anthotropic,) ; elle entretiendra avec lui une relation d'une quinzaine d'années, comme elle le raconte dans son livre consacré au peintre. Dès 1965, le modèle accompagne officiellement Dalí lors de ses sorties. Salvador Dalí l'aide par ailleurs à s'installer chambre 9 de l'hôtel La Louisiane situé rue de Seine. En 1969, Gala Dalí acquiert le vieux château à Púbol, près de Figueras, qu'elle restaure et qui abrite la Fondation Gala-Salvador Dalí.

### Œuvres historiques et stéréoscopiques
Les peintures de petit format des années précédentes firent place, à partir de 1958, à des œuvres monumentales sur des sujets historiques, comme La Bataille de Tétouan (1962, 308 × 406 cm). Le tableau représente la conquête espagnole de Tétouan au Maroc, en 1860. Dalí peignit une peinture de grand format chaque année, telle que La Découverte des Amériques par Christophe Colomb (1959). Les derniers chefs-d'œuvre de cette période furent La Gare de Perpignan (1965), Le Torero hallucinogène (1968-1970) et La Pêche au thon (1966-1967). De 1966 à 1973, Dalí travailla sur une commande pour une édition de luxe d’Alice au pays des merveilles.
Il s'intéressa à améliorer la représentation de la troisième dimension au-delà de la perspective classique. Selon le peintre, le 17 novembre 1964 eut lieu le moment le plus rassurant de toute l'histoire de la peinture, lorsque le peintre découvrit, au centre de la gare de Perpignan, la possibilité de peindre à l'huile la « véritable » troisième dimension en faisant appel à la stéréoscopie. La découverte de l'holographie lui permit d'aborder la quatrième dimension (le temps), technique qu'il utilisa à partir des années 1970, afin d'obtenir l'« immortalité des images enregistrées holographiquement grâce à la lumière du provisoire laser ». En 1969, il peignit ses premiers plafonds et il se concentra, à partir de l'année suivante, sur des images stéréoscopiques. Ses toiles holographiques les plus connues datent de 1972. Les premiers hologrammes furent présentés à la galerie Knoedler à New York en avril 1972.

### Théâtre-musée
En 1960, Dalí commença à travailler sur son théâtre-musée, dans sa ville de Figueras. C'était son plus grand projet. Il y consacra la plus grande partie de son énergie jusqu'en 1974. Il continua à le développer jusqu'au milieu des années 1980. Avec l'accord du maire, Ramon Guardiola, il choisit les ruines du théâtre de Figueras incendié lors de la guerre civile espagnole, où il avait réalisé sa première exposition en 1914. Les fonds pour la rénovation furent avancés par l'état espagnol en 1970. Le dôme de verre de forme byzantine fut conçu par l'architecte Emilio Pérez Piñero à la demande de Dalí, qui rêvait d'un dôme vitré dans le style de l'architecte américain Buckminster Fuller. Dalí conçut lui-même une grande partie du musée, depuis les œufs monumentaux qui ornent les murs jusqu'à la hauteur des toilettes (???). L'architecte Joaquim Ros de Ramis travailla à la rénovation, toujours en accord avec les directives du maître. La construction commença le 13 octobre 1970 et, un an plus tard, le peintre commença à travailler aux peintures des plafonds du théâtre-musée. En 1971, il reçoit du ministère de l'Éducation, de la Culture et des Sports la Médaille d'or du mérite des beaux-arts. Il inaugure également la première et la plus grande galerie d'art d'Espagne de l'époque, Sala Gaudí Barcelone, avec d'autres célébrités comme Gabriel García Márquez.

### Dernières années

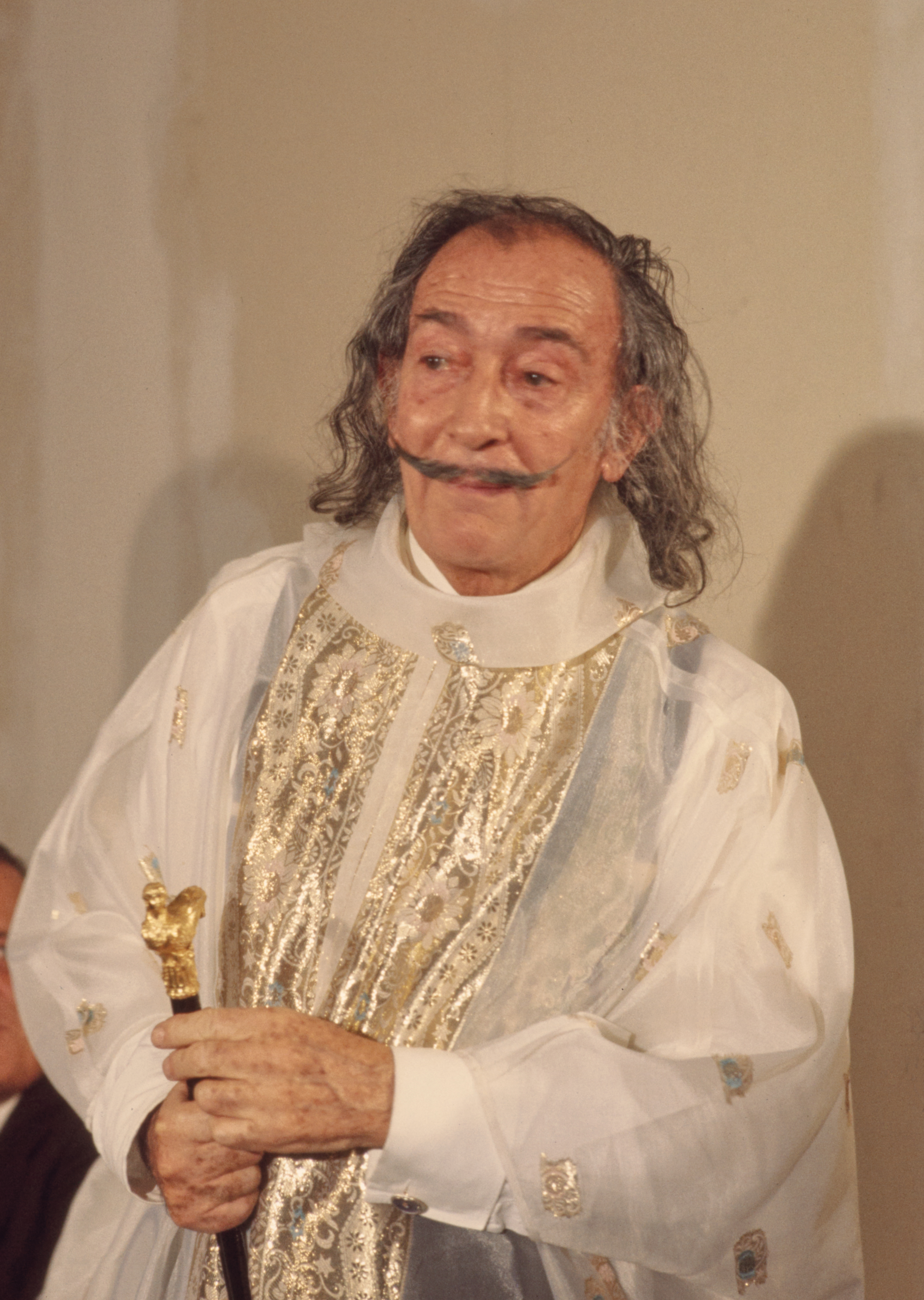
Salvador Dalí en 1973

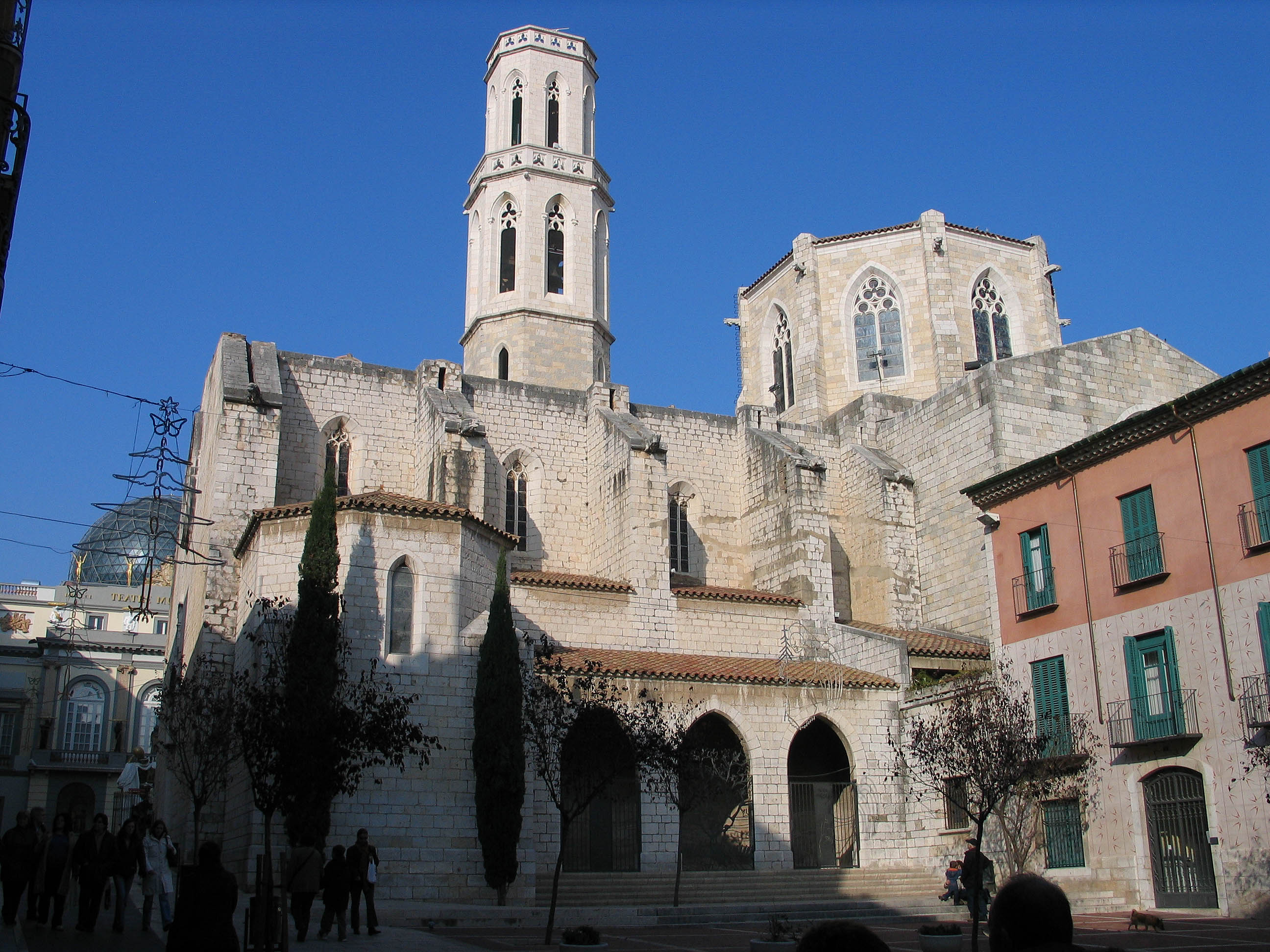
Église Saint-Pierre de Figueras, lieu du baptême de Dalí, de sa première communion et de ses funérailles.

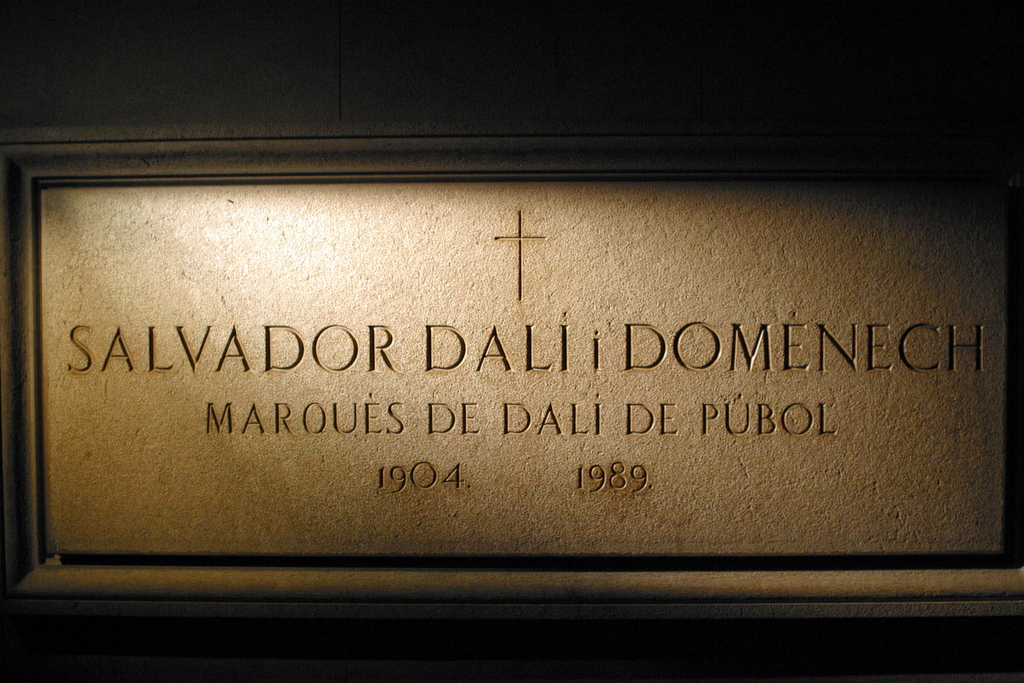
Crypte de Dalí dans le Théâtre-musée Dalí, à Figueras.

En 1979, le Centre Georges Pompidou réalisa une grande rétrospective Dalí, exposant 169 peintures et 219 dessins, gravures et objets de l'artiste. Une des particularités de l'exposition se trouvait au sous-sol. Une Citroën était suspendue au plafond avec une botifarra (saucisse catalane), une cuillère de 32 m de long et de l'eau coulait dans le radiateur de la voiture.
L'année suivante, la santé de Dalí se dégrada fortement. À 76 ans, Dalí présentait les symptômes de la maladie de Parkinson et perdit définitivement ses capacités artistiques. Il reçut en 1982, le titre de Marqués de Dalí de Púbol (marquis de Dalí de Púbol), de la main du roi d'Espagne, Juan Carlos. Dalí réalisa pour le souverain son dernier dessin intitulé Tête d'Europe.
Gala mourut le 10 juin 1982, à 87 ans. Dalí déménagea de Figueras pour le château de Púbol où, en 1984, un incendie éclata dans sa chambre à coucher, dont la cause ne fut jamais éclaircie. Dalí fut sauvé et retourna vivre à Figueras, dans son théâtre-musée. En novembre 1988, Dalí fut hospitalisé après un malaise cardiaque. Il reçut une ultime visite du roi d'Espagne, le 5 décembre 1988. Le peintre mourut le 23 janvier 1989 à Figueras, à l'âge de 84 ans. Il fut inhumé dans la crypte de son théâtre-musée. Sa fortune fut pillée à sa mort.

## Œuvre
Le personnage turbulent a parfois fait oublier l'investissement artistique du peintre. Dalí fut pourtant un peintre méticuleux et acharné, concevant longuement ses toiles et les réalisant avec un soin qu'il voulait proche de celui de ses maîtres classiques, Raphaël ou Vermeer. Michel Déon considère que « son génie, Dalí en a, jusqu'au vertige, la conscience. C'est, semble-t-il, un sentiment intime très réconfortant ». Les premières peintures conservées montrent un réel talent précoce, dès l'âge de 6 ans. Ses premiers portraits de sa famille à Cadaqués avaient déjà une force picturale étonnante, notamment impressionniste. Jouant sur la matière, il mélangea un temps des graviers à la peinture (Vieillard crépusculaire, 1918).
Il regretta le manque de formation théorique dispensée à l'Académie des beaux-arts de Madrid. À l'issue de ces années madrilènes commença une période d'influences diverses. Le jeune Dalí s'imbibait de diverses techniques, allant du pointillisme (Nu dans un paysage, 1922) au cubisme (Autoportrait cubiste, 1923 ; Mannequin barcelonais, 1927) et à Picasso (Vénus et un marin, 1925).

### Œuvre pictural

#### Influences
Dalí affirma, à l'âge de dix ans, ne pas vouloir de professeur de dessin car il était un peintre impressionniste. Si cette affirmation péremptoire souleva les rires, le peintre subit effectivement très jeune l'influence impressionniste par la proximité de la famille Pichot et notamment de Ramon Pichot. Ce dernier fut l'un des premiers impressionnistes catalans, à avoir fait partie de l'entourage de Picasso en 1900 et son style rappelait Toulouse-Lautrec. Dalí admirait Renoir et Meissonier (« un véritable rossignol du pinceau »), dont il moquait le manque de génie, mais dont la technique incroyablement méticuleuse l'impressionnait. À ces influences, s'ajouta vers 1918, un intérêt pour les peintres « pompiers », tels que Marià Fortuny, dont il s'inspira pour réaliser La Bataille de Tétouan (1962). Picasso fut une sorte de grand frère qui lui fit bon accueil quand il arriva à Paris. Dalí chercha toute sa vie à se confronter à lui, seul artiste contemporain auquel il reconnaissait un génie au moins égal au sien.
Plus que toute autre, la Renaissance italienne fut pour Dalí une référence permanente et indispensable. S'il se considérait comme le meilleur dessinateur de son époque, il reconnaissait que ses dessins « ne valent à peu près rien » face aux grands maîtres de la Renaissance. Admirateur de Léonard de Vinci — chez qui il trouve les racines de sa méthode paranoïacritique —, il porta longtemps Raphaël au pinacle, proclamant qu'il était le seul contemporain capable de le comprendre. Vers la fin de sa vie, les personnages de Michel-Ange prirent une part considérable dans sa production picturale. Il voua aussi toute sa vie une admiration sans borne à Diego Vélasquez, et Vermeer fut un autre phare, dont il chercha longuement à imiter la technique — y parvenant parfois.
Dalí revendiquait une technique très classique, voire hyperréaliste pour certaines périodes, et chercha tout au long de sa carrière à faire de plus en plus preuve d'une réelle virtuosité, restant fidèle à la peinture à l'huile pour la quasi-totalité de son œuvre peinte. Le travail est presque toujours très minutieux, ce qui lui donne l'aspect rassurant de l'académisme, avec des dessins préparatoires très soignés et une exécution méticuleuse, souvent à la loupe. Certaines œuvres minuscules témoignent d'un véritable talent de miniaturiste (Premier portrait de Gala, Portrait de Gala avec deux côtelettes d'agneau en équilibre sur l'épaule). Il affirma que l'ultra-académisme était selon lui, une formation que tout peintre devait avoir, « ce n'est qu'à partir de cette virtuosité que quelque chose d'autre, c'est-à-dire l'art, est possible ». Il détestait Cézanne qui était, selon lui, « le plus mauvais peintre français ». Il s'opposa aux peintres modernes dans leur ensemble ; à la rationalisation, au scepticisme et à l'abstraction. Matisse était « un des derniers peintres modernes », qui représentait les dernières conséquences de la Révolution et le triomphe de la bourgeoisie. Par opposition à sa conversion au catholicisme, il assurait que les jeunes peintres modernes ne croyaient en rien, et qu'il était, par conséquent,

« tout à fait normal que quand on ne croit à rien, on finisse par peindre à peu près rien, ce qui est le cas de toute la peinture moderne […]. »

— Salvador Dalí

#### Images multiples et effets optiques
Avant sa rencontre avec le surréalisme, alors qu'il était encore à Cadaqués, Dalí commença à réaliser avec une aisance « diabolique dans toutes les techniques », des « photographies en trompe-l'œil », comme lui-même les nomma, anticipant de plus de 25 ans les hyperréalistes américains. Il représentait, vers la fin des années 1920, ses rêves. Sa première image double fut L'Homme invisible (1929) et il conserva cette approche durant l'essentiel de sa carrière.
La notion de « double » fut centrale chez Dalí, tant dans sa peinture que dans sa vie. Elle trouva ses origines dans la mort son frère aîné, Salvador, se poursuivit avec Veermer et la spirale logarithmique, continua avec son alter ego Gala, se mua en une opposition entre Dentelière et Rhinocéros, chez un personnage simultanément agnostique et catholique romain. Il affina et diversifia sa technique d'images dans l'image et d'images à base de trames et de réseaux de points (La Madone Sixtine).
Ses recherches sur les troisième et quatrième dimensions le menèrent à travailler successivement sur la stéréographie, puis sur holographie. En 1973, il déclara réaliser « des photographies en couleur à la main d'images superfines extra-picturales de l'irrationalité concrète ». Il s'attacha jusqu'à la fin à jouer avec l'œil du spectateur, notamment dans ses dernières œuvres, Cinquante images abstraites qui, vues de deux yards se changent en trois Lénine déguisé en chinois et de six yards en tête de tigre royal du Bengale, Le Torero hallucinogène ou Gala nue regardant la mer qui à 18 mètres laisse apparaître le président Lincoln.

#### Surréalisme
Alors qu'il étudiait encore à la résidence d'étudiants de Madrid, Dalí travailla avec Lorca et Buñuel à l'étude des textes psychanalytiques de Sigmund Freud, qui inspira ses recherches picturales sur les rêves et l'inconscient,. Les deux hommes se rencontrèrent à Londres le 19 juillet 1938 au domicile du psychanalyste. Dans une lettre à Stefan Zweig, qui lui avait présenté le peintre, Freud avoue : « J’étais jusque-là enclin à considérer les surréalistes, qui semblent m’avoir choisi pour saint patron, comme des fous absolus (disons à 95 % […] ». Mais il avait changé d’avis devant « les yeux candides et fanatiques » de Dalí, « son indéniable maîtrise technique » et l’intérêt analytique de l’œuvre qui lui avait été présentée. Cependant, la conversion du peintre au surréalisme date de 1929. Pour Robert Descharnes et Gilles Néret, ce fut l'année « où on s'entend à reconnaître que Dalí est devenu surréaliste à part entière ». La rencontre déterminante avec le mouvement surréaliste parisien libéra son extraordinaire puissance créative.

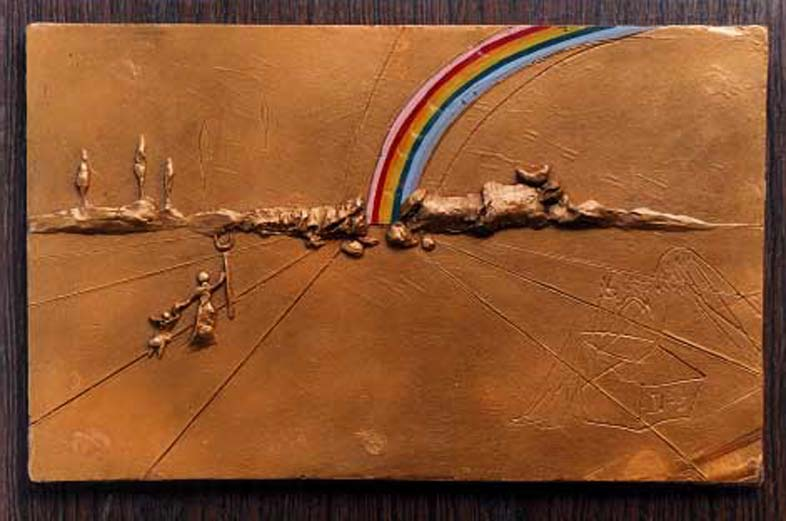
Salvador Dalí, The Rainbow (1972), Centre M. T. Abraham.

Son œuvre fut désormais remplie d'allusions personnelles, souvent cryptées et oniriques,, qu'il réutilisa à son gré, comme la figure obsédante du Grand Masturbateur, qu'il utilisa de nombreuses fois en 1929 (Portrait de Paul Éluard et Le Grand Masturbateur). Il reconnut que la peinture de Miró était « faite du même sang » que le sien et subit l'influence de René Magritte, mais acquit vite un premier style propre avec ses toiles, Le miel est plus doux que le sang (1927) et Cenicitas (1928) puis avec l'invention de la méthode paranoïaque-critique.
Patrice Schmitt, à propos d'une rencontre entre Dalí et Lacan, nota que « la paranoïa selon Dalí est aux antipodes de l'hallucination par son caractère actif ». Elle est à la fois méthodique et critique. Elle a un sens précis et une dimension phénoménologique et s'oppose à l'automatique, dont l'exemple le plus connu est le cadavre exquis. Faisant le parallèle avec les théories de Lacan, il conclut que le phénomène paranoïaque est de type pseudo-hallucinatoire. Or, les techniques d'images doubles sur lesquelles Dalí travaillait depuis Cadaqués, L'Homme invisible (1929), étaient particulièrement propres à révéler le fait paranoïaque ; conjonction qui fait dire à Robert Descharnes et Gilles Néret que Dalí fut « le seul véritable peintre totalement surréaliste, de la même manière qu'on peut dire que Monet est le seul véritable peintre totalement impressionniste, du début de son œuvre jusqu'aux Nymphéas à la fin ».

#### Mysticisme corpusculaire
Les explosions des bombes atomiques à Hiroshima et Nagasaki ébranlèrent « sismiquement » le peintre et impulsèrent une nouvelle source d'inspiration : la physique nucléaire. Il déclara alors être un « ex-surréaliste » bien que, selon Robert Decharnes et Gilles Néret, il le restât plus que jamais. La théorie atomique suppose une discontinuité fondamentale de la matière : la physique nucléaire dit en simplifiant les choses que des particules élémentaires séparées par du vide se maintiennent en équilibre, tout en formant à échelle macroscopique un ensemble cohérent. Trouvant en Heisenberg son nouveau père, et avec une logique toujours irréfutable, il affirma que ce que les physiciens produisent, les peintres, qui sont déjà spécialistes des anges, peuvent le peindre. Durant cette période, les corps et objets représentés par Dalí se trouvèrent en état de lévitation, une nouvelle approche qui était liée « tant au nombre d'or qu'aux spéculations de la physique moderne ». Ils traduisirent l'évolution spirituelle du peintre, dans un souci constant d'appartenance double, agnostique et catholique apostolique romain.
Lors de ce virage opéré en 1946, il retourna puiser son inspiration dans la peinture de la Renaissance, ce qui permit au peintre de réaliser la synthèse de trois approches improbables : corpusculaire, catholique romaine et de la Renaissance.

### Thèmes picturaux

#### Nature

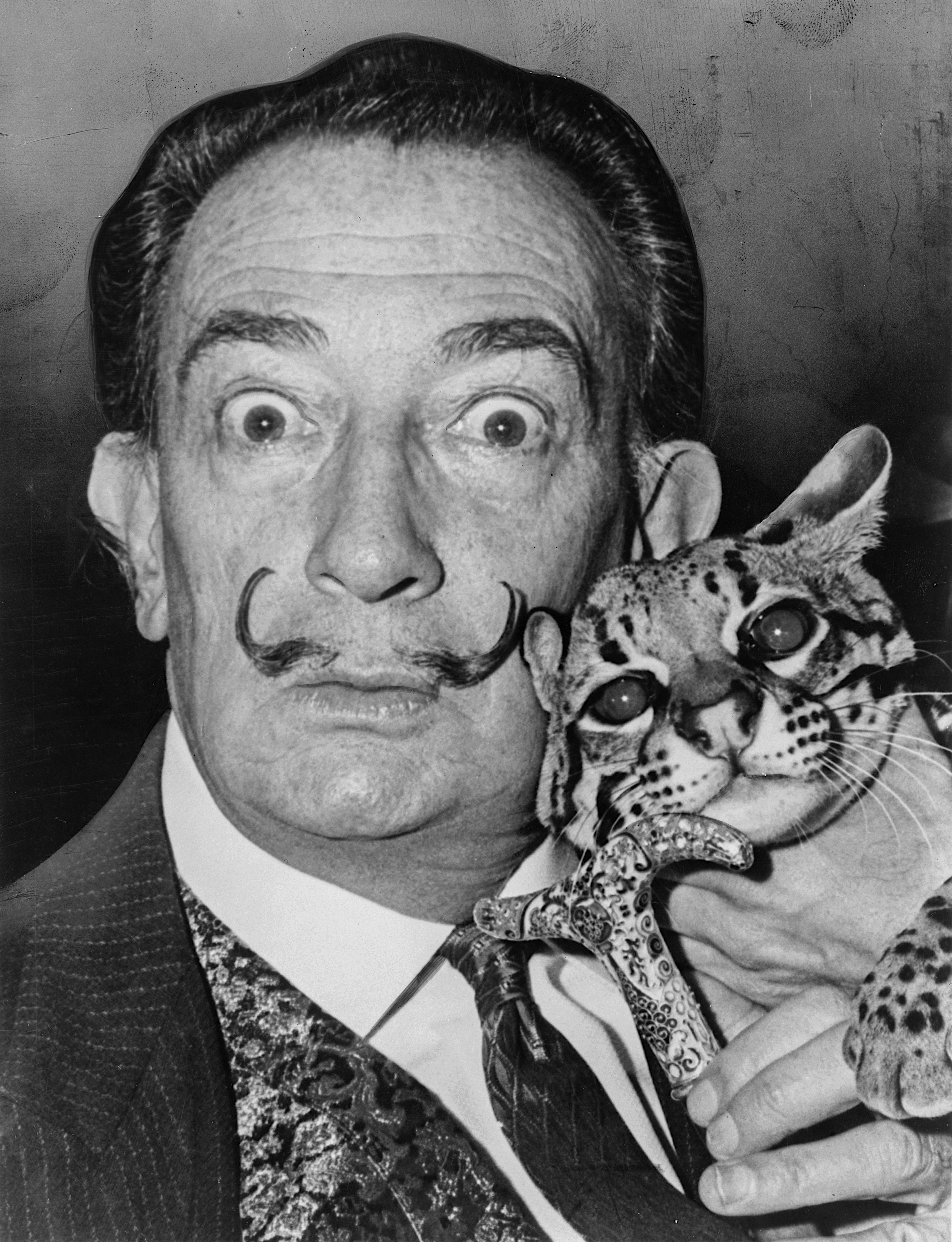
Salvador Dalí avec son ocelot.

La crique de Portlligat, mais aussi le port de pêche ou la façade de la maison du peintre apparaissent dans nombre de ses tableaux à partir de l'installation du couple en 1930 dans ce village. Les parages du cap de Creus représentaient pour Dalí « le paysage le plus concret du monde ». Ses rochers aux angles acérés et aux formes étranges sont bien connus des promeneurs de Cadaqués. Dalí les utilisa souvent dans ses toiles (exemples : Le Grand Masturbateur, 1929 ; Le Nez de napoléon transformé en femme enceinte promenant son ombre parmi les ruines originales, 1945). L'image composite et d'allure énigmatique du Grand Masturbateur apparut en 1929, dans le Portrait de Paul Éluard. Il est composé de plusieurs éléments parfois variables : paupière, cils, le tout reposant sur un nez de profil. Une sauterelle est souvent représentée la tête en bas, proche de la place de la bouche. Cet élément fut très présent de 1929 à 1931 (Le Grand Masturbateur, 1929 ; Le Jeu lugubre, 1929 ; La Persistance de la mémoire, 1931) . Outre la symbolique propre à l'auteur, l'allure générale est celle de ces rochers que Dalí connaissait bien.
Plusieurs animaux prennent pour lui un caractère morbide. C'est le cas des fourmis, très présentes depuis le Portrait de Paul Éluard (1929). D'après ses dires, elles seraient en relation avec une scène d'enfance où, après avoir recueilli une petite chauve-souris blessée, le jeune Salvador avait retrouvé le lendemain matin l'animal agonisant : « La chauve-souris, couverte de fourmis frénétiques, râle, la gueule ouverte, découvrant des dents de petite vieille ». L'Âne pourri fait également partie de ces représentations. Il fut présent dans le film Un chien andalou (1929), et dans plusieurs toiles de cette même époque — Le miel est plus doux que le sang (1927), Cenicitas (1928), L'Âne pourri (1928) —, de même que plusieurs cadavres d'animaux en putréfaction. Selon le peintre, ces images lui rappelaient la scène traumatisante du cadavre de son hérisson apprivoisé, envahi par une armée de vers : « Son dos hérissé de piquants se soulevait sur un grouillement inouï de vers frénétiques ».
Les sauterelles renvoient également à des scènes d'enfance et à sa terreur des sauterelles, que ses condisciples lui envoyaient parfois en plein cours,. Les sauterelles furent très présentes dans ses œuvres des années 1920-1930, et elles furent souvent associées au Grand Masturbateur.
Le rhinocéros — et surtout sa corne — fut en revanche un instrument divin en relation avec son mysticisme nucléaire ainsi qu'un appendice phallique évident (Jeune Vierge autosodomisée par les cornes de sa propre chasteté). Dalí l'utilisa dès 1951 (Tête raphaélesque éclatée) puis surtout vers 1955 (Étude paranoïacritique de La Dentellière de Vermeer). Il expliqua que « La Dentellière atteint un maximum de dynamisme biologique grâce aux courbes logarithmiques des cornes de rhinocéros ».
Les mouches seraient, au contraire, liées à un sentiment positif. Dalí racontait adorer ces insectes et qu'à Portlligat, il s'en laissait couvrir le corps. Il les aurait considérées comme « les fées de la Méditerranée ». Michel Déon raconte qu'il se faisait un délice de la lecture de L'Éloge de la mouche, par Lucien de Samosate.
Comme son père, qui se cachait pour les déguster, Dalí adorait manger les oursins qu'on lui ramenait de la mer toute proche. Il les utilisa dans son œuvre picturale (La Madone de Port Lligat 1950), en photographie, et même comme artiste, en leur enfilant une paille dans la bouche, paille dont les mouvements venaient dessiner des formes sur un écran. Il s'agit sans doute de la première utilisation d'un échinoderme comme artiste pictural.
En 1954, il signe six céramiques « L'étoile de mer rouge » impulsées par Maurice Duchin, ministre espagnol.

#### Divers

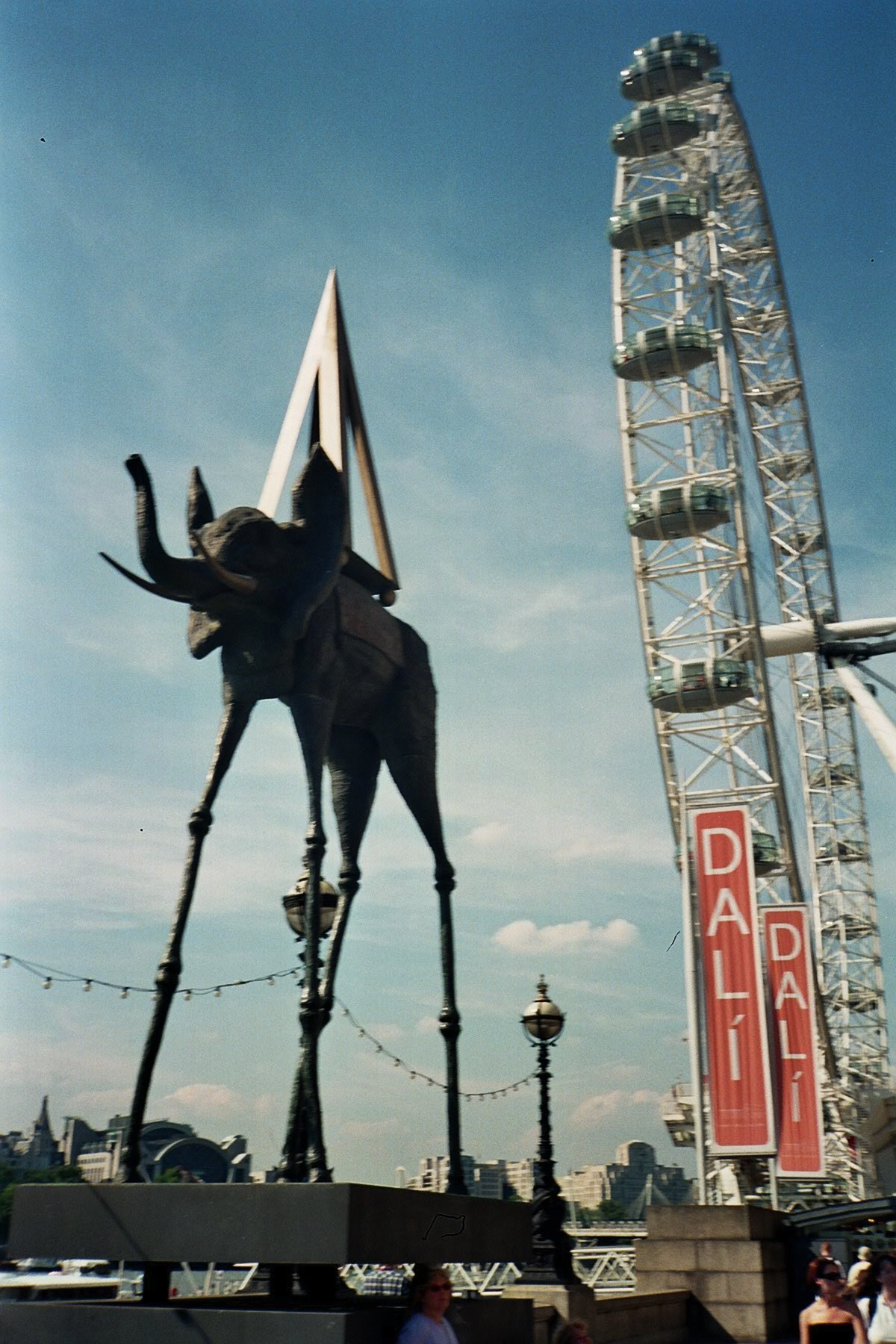
Exposition de Dalí à Londres. Au premier plan, une sculpture d'éléphant aux pattes arachnéennes, avec une pyramide sur le dos semblable à celles qui apparaissent sur la toile. Au fond se trouve London Eye.

La nourriture et l'acte de manger ont une place centrale dans l'œuvre et la pensée daliniennes, pour qui « la beauté sera comestible ou ne sera pas ». Figure picturale essentielle, le pain fut très présent dès 1926 (La Corbeille de pain). La très classique Corbeille de pain, Plutôt la mort que la souillure (1945) fut exposée à une place d'honneur par Dalí au musée de Figueras, exprimant l'importance de ce tableau. Ce fut avec une baguette de 2 m qu'il débarqua aux États-Unis pour la première fois, et avec une autre de 12 m de long portée par plusieurs boulangers qu'il se présenta à une conférence parisienne en 1959. Sa symbolique semblait très importante pour Dalí : « Le pain a été l'un des thèmes de fétichisme et une des obsessions les plus anciennes de mon œuvre, le premier, celui auquel je suis resté le plus fidèle ».
L'œuf au plat sans le plat revient régulièrement dans son œuvre. Il aurait rappelé au peintre les phosphènes qui apparaissent quand on comprime les globes oculaires et qu'il associe à un souvenir intra-utérin. La création picturale peut-être la plus connue de Dalí sont les Montres molles. Elles coulent comme un camembert : « Les montres molles sont comme du fromage, et surtout comme le camembert quand il est tout à fait à point, c’est-à-dire qui a la tendance de commencer à dégouliner. Et alors, mais quel rapport entre le fromage et le mysticisme ? […] Parce que Jésus, c’est du fromage. » Les dos et les fesses des femmes furent présents très tôt dans l'œuvre, en particulier sur les portraits de sa sœur Anna-Maria à Cadaqués (Personnage à une fenêtre, 1925, Jeune fille de dos (Anna Maria), 1926). Plus tard, un tableau plus explicite, Jeune Vierge autosodomisée par les cornes de sa propre chasteté (1954), éclaira le sens érotique de ces poses. Elles restèrent présentes tout au long de l'œuvre du peintre.
Gala apparut en 1931 dans une œuvre minuscule (Premier portrait de Gala), véritable tour de force de miniaturiste, exposée au Teatre-Museu Gala Salvador Dalí ; une loupe est disponible pour mieux apprécier les détails. Ses portraits furent ensuite très nombreux, son visage et sa coiffure caractéristique la faisant reconnaître aisément. Elle apparut de face (L’Angélus de Gala, 1935) ou de dos (Ma femme, nue, regardant son propre corps devenir, trois vertèbres d'une colonne, ciel et architecture, 1945), nue (Leda Atomica, 1949), en Vierge Marie (La Madone de Port Lligat, 1950), un sein nu (Galarina, 1945).
La découverte d'une paire de béquilles abandonnées dans le grenier de la maison paternelle fut une révélation. Il la définit comme un « support en bois dérivant de la philosophie cartésienne. Généralement employé pour servir de support à la tendresse des structures molles ». Elle devint immédiatement un objet fétiche qui prolifère dans son œuvre, souvent pour soutenir un appendice mou. On y décèle l'angoisse de l'impuissance qui dominait Dalí avant sa rencontre sexuelle avec Gala. En 1929, la présence dans le tableau, Jeu lugubre, d'un homme portant un caleçon maculé fit scandale dans le cercle surréaliste. Gala fut envoyée en délégation pour s'assurer que le jeune Catalan n'avait pas de penchant coprophage, ce qui horrifiait les surréalistes. Gala put les rassurer, en même temps qu'elle mit en garde Dalí contre l'état d'esprit très « petit-bourgeois » d'un groupe d'artistes qui se réclamaient pourtant d'une sincérité totale.

#### Œuvres renommées
L'Angélus de Millet devint une véritable obsession chez Dalí. Ses personnages furent représentés dans un grand nombre de ses toiles, depuis Monument impérial à la femme-enfant, Gala – Fantaisie utopique (1929) jusqu'à La Gare de Perpignan, en 1965. Dalí s'expliqua souvent sur l'érotisme du tableau, en même temps que sur sa conviction que le couple priait autour du cercueil de leur enfant mort. De façon étonnante, une radiographie réalisée au Louvre révèle une zone sombre et rectangulaire, sous la terre, entre les deux personnages.
La Vénus de Milo fut une référence occasionnelle. Elle apparut d'abord dans une sculpture détournée avec son ami Marcel Duchamp, puis comme une image se métamorphosant en torero dans Le Torero hallucinogène.

#### La mort
« Je pense à la mort, surtout quand je mange des sardines en boîte… »
La mort est présente tout au long de l'œuvre depuis les premières toiles surréalistes, voire les premiers portraits de vieillards. Elle apparaît tout d'abord dans son aspect physique le plus répugnant, celui de cadavres en putréfaction. Plus tard, elle se fit plus discrète, mais fut toujours présente, jusque dans les toiles chrétiennes — principalement des crucifixions. Elle est notable dans Portrait de mon frère mort (1963), La Pêche au thon (1967), Le Torero hallucinogène (1970).

#### Alphabet amoureux
L'alphabet amoureux est né de la passion de Dalí pour les arts graphiques et pour sa muse Gala. À partir de leurs initiales, « S », « D » et « G » et d'une couronne, il invente huit caractères abstraits, symbole de leur amour. L'alphabet devint public à partir des années 1970 lorsqu'il passe commande à la maison Lancel d'un sac à main pour l'offrir à Gala.
Ce sac est un petit modèle à soufflet dont l'anse est une chaîne de vélo. Son cuir est orné d'une impression de type Toile Dalígram, utilisant les caractères de l'alphabet amoureux.

### Sculpture

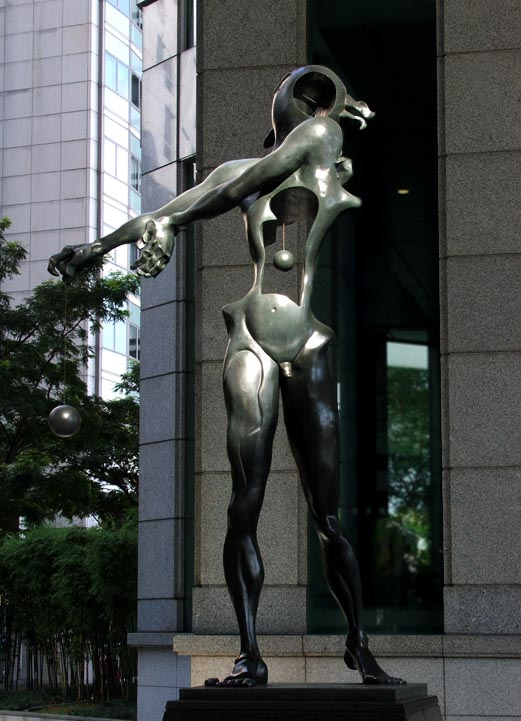
Hommage à Newton (1969).

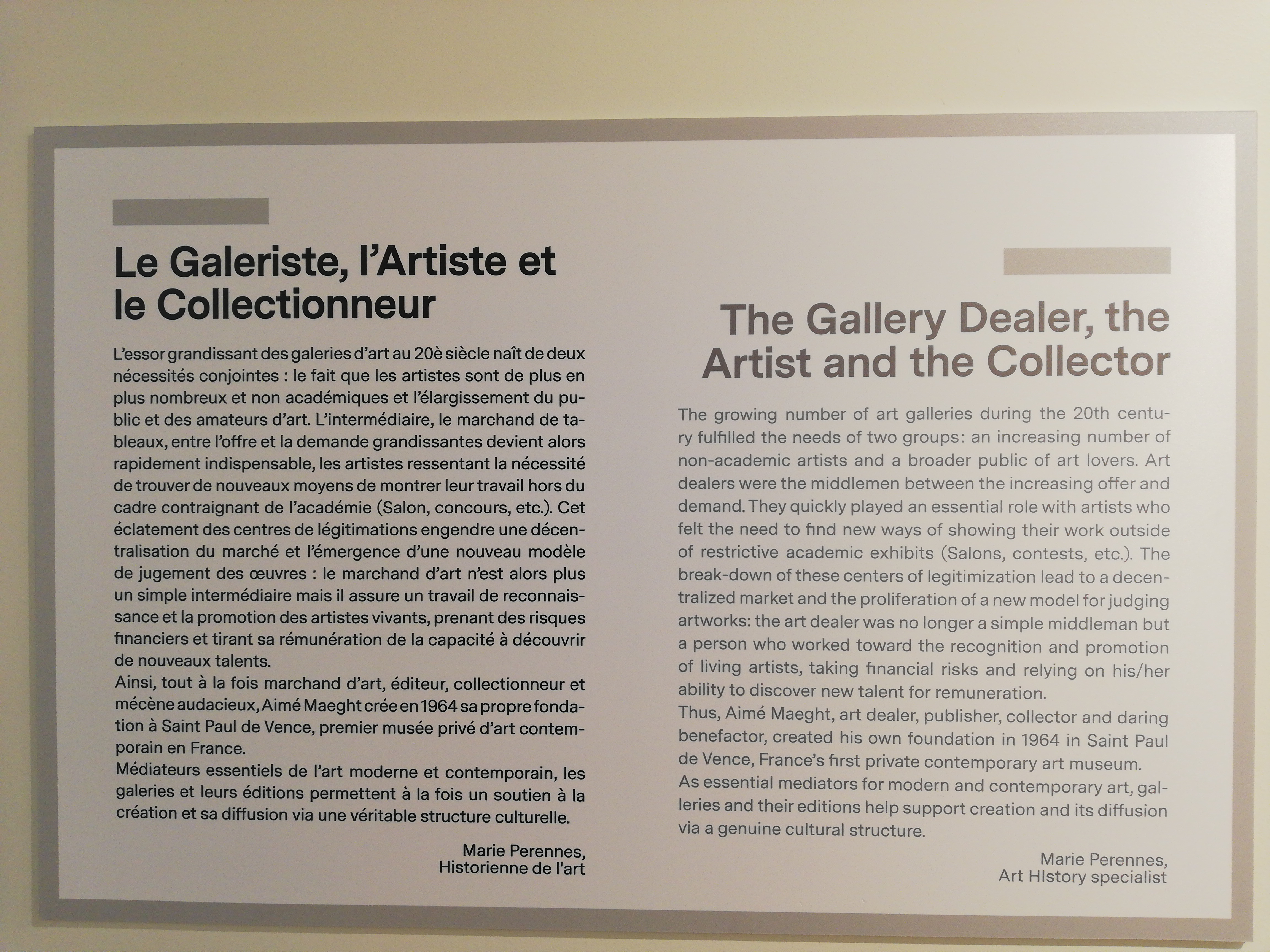
Le galeriste, l'artiste et le collectionneur. Plaque dans la Galerie Dalí de Montmartre, Paris, France.

La sculpture resta longtemps anecdotique dans la création dalinienne, avec de rares exceptions, tel que Objet scatologique à fonctionnement symbolique (1931) ou le Buste rhinocérontique de la Dentellière de Vermeer (1955). Il revint à la création en trois dimensions dans les années 1960, et surtout 1970, avec la création du Teatre-Museu Gala Salvador Dalí : Buste de Dante (1964), Chaise aux ailes de vautour (1960), Lilith. Hommage à Raymond Roussel (1966), Masque funèbre de Napoléon pouvant servir de couvercle à un rhinocéros (1970).
Salvador Dalí racontait qu’enfant il fit un modelage de la Vénus de Milo, car elle figurait sur sa boîte de crayons : ce fut son premier essai de sculpture. Dès les années 1930, Dalí s’essaya à la troisième dimension avec des objets surréalistes. Il créa avec Giacometti des objets à fonctionnement symbolique, Buste de femme rétrospectif. Buste : pain et encrier, en assemblant une marotte de modiste en porcelaine peinte avec différents autres objets de récupération (1933). En 1936, Marcel Duchamp et Salvador Dalí collaborèrent pour réaliser la Vénus de Milo aux tiroirs.
De cette époque date la réalisation de sculptures en bronze réalisées à partir de ses plus célèbres tableaux, tels que La Persistance de la mémoire, le Profil du temps, la Noblesse du temps, Vénus à la girafe, Le Toréador hallucinogène, La Vénus spatiale, Alice au pays des Merveilles, L’Éléphant spatial, qui témoignent avec une vigueur extrême de la force d’expression de ses images iconographiques surréalistes.
Dalí réalisa ses premiers bijoux après la Seconde Guerre mondiale à New York : The Eye of Time (1949), Ruby Lips (1950), The Royal Heart (1953).
Entre 1969 et 1979, Salvador Dalí réalisa une collection de 44 statues de bronze, tirée à 4 exemplaires : Collection Clot de Dalí.

### Architecture

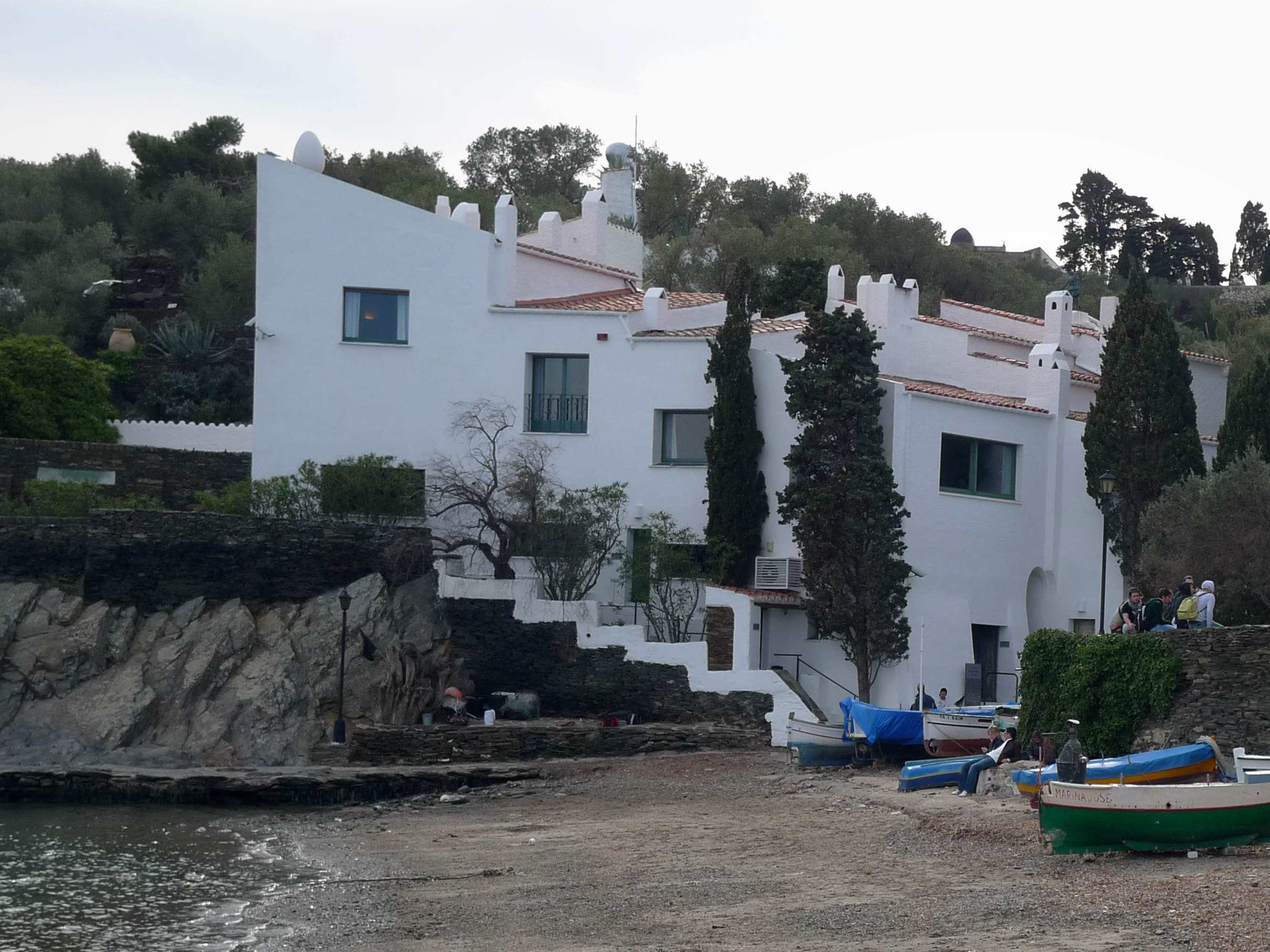
Maison de Dalí à Portlligat.

En 1939, pour la Foire internationale de New York, il créa le pavillon Dream of Venus. Il s'agissait d'une attraction foraine surréaliste, avec entre autres, une Vénus terrassée par la fièvre de l'amour sur un lit de satin rouge, des sirènes et des girafes. Il n'en reste plus que le souvenir, une quarantaine de photos d'Eric Schaal, un film de huit minutes et le somptueux quadriptyque aux montres molles, conservé au Japon. Le peintre avait fait du surréalisme un art de vivre.
À Portlligat, il décora sa maison à sa manière, « en prince du kitsch, de l'ironie et de la dérision ». Sa bibliothèque fut volontairement inaccessible, avec des rangées de livres installées au plus haut du mur, afin que nul ne pût les atteindre. Dans l'axe de la piscine phallique était disposé un temple avec une grande table d'autel, où il s'abritait du soleil et recevait ses amis. Le fond de sa piscine était tapissé d'oursins ; il s'agissait d'une commande du maître au sculpteur César, qui avait réalisé une coulée de polyester pour « marcher sur les oursins comme le Christ a marché sur les eaux ». Le patio avait la forme d'une silhouette de femme tirée de L'Angélus de Millet. Le canapé était fait selon un moulage des lèvres de Mae West. Le mur du fond, appelé « mur Pirelli » était décoré avec de grandes publicités de pneus.
Au début des années 1970, le projet du théâtre-musée à Figueras se précisa enfin. Dalí prit à cœur la conception de ce musée édifié à sa gloire : « Je veux que mon musée soit un bloc unique, un labyrinthe, un grand objet surréaliste. Ce sera un musée Théâtral. Les visiteurs en sortiront avec la sensation d'avoir eu un rêve théâtral. »

### Littérature
Les écrits de Dalí forment un important corpus qui n'est édité dans son ensemble qu'en espagnol. Il écrivait au moins depuis l'adolescence (Studium), des poèmes, quelques textes littéraires et un journal qui a été publié en 2006. Il publia de nombreux textes qui exposent ses idées, sa conception de la peinture et donnent des éléments biographiques permettant de comprendre la genèse de certains de ses tableaux. Oui expose ses conceptions théoriques dans deux grands textes : « La révolution paranoïaque-critique » et « L'archangélisme scientifique ».
Écrits dans un style très personnel, les deux textes autobiographiques les plus célèbres de Dalí restent La Vie secrète de Salvador Dalí, qui donne des éléments biographiques sur son enfance, ses relations problématiques avec son père et la conviction acquise dès l'enfance qu'il était un génie, et le Journal d'un génie, qui traite des années 1952 à 1963. Dalí écrivit, pendant la guerre, un unique roman, Visages cachés. Il y met en scène l'aristocratie française durant cette guerre, et notamment la passion amoureuse de deux personnages, le duc de Grandsailles et Solange de Cléda. Cette dernière est l'illustration de ce qu'il a lui-même nommé le clédalisme, ayant pour but de clore « la trilogie passionnelle inaugurée par le marquis de Sade », dont les deux premiers éléments sont le sadisme et le masochisme.
Il rédigea également en 1938 une interprétation paranoïaque-critique d'une de ses œuvres de référence, dans Mythe tragique de l'Angélus de Millet, publiée en 1963. Il illustra Fantastic memories (1945), La Maison sans fenêtre, Le Labyrinthe (1949) et La Limite (1951) de Maurice Sandoz, dont il fit connaissance à New York au début des années 1940.

### Cinéma

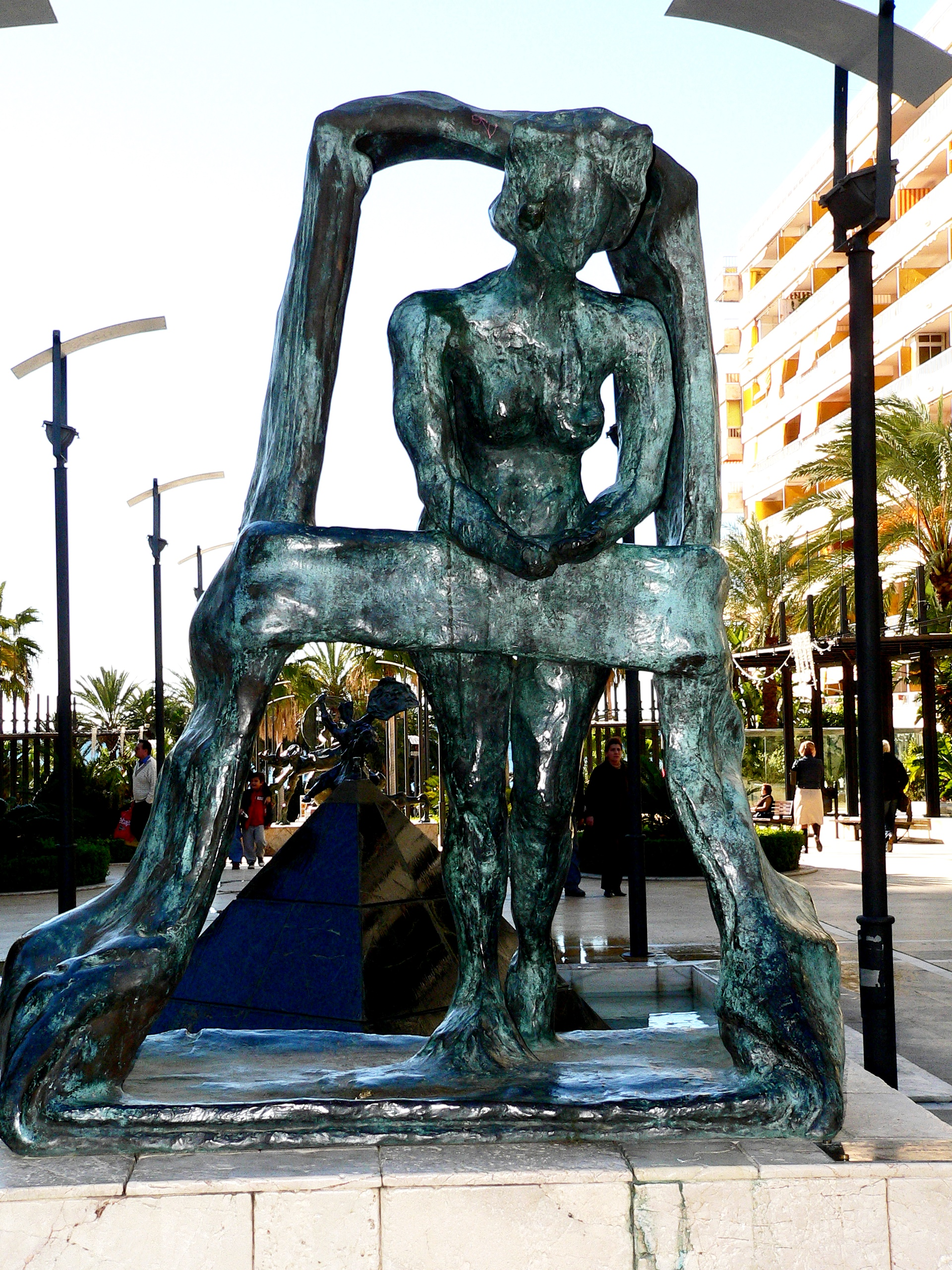
Gala à la fenêtre, sculpture à Marbella.

La jeunesse de Dalí coïncida avec l'âge d'or du cinéma muet. Il rencontra Luis Buñuel à la résidence des étudiants à Madrid — il en fit le sujet d'un de ses premiers tableaux. Cette amitié déboucha sur une collaboration qui se développa dans le contexte du surréalisme. En complicité avec lui, il participa à l'écriture de deux films emblématiques du cinéma surréaliste. Le premier, Un chien andalou (1929), est un court-métrage de seize minutes. Il fut financé par le vicomte et la vicomtesse de Noailles, à la suite d'une exposition parisienne. Après une brutale image d'introduction destinée à mieux marquer la scission entre monde réel et monde surréaliste, diverses scènes oniriques se succèdent, dotées seulement de la logique du rêve. Le film fit scandale dans les milieux intellectuels parisiens. Cependant, d'après Robert Descharnes, Dalí et Buñuel souhaitaient réaliser quelque chose de « différent de tout ce que l'on avait tourné jusque-là ». Ce fut dans cette optique que fut réalisé 1930 le second film, L'Âge d'or. Malgré un programme commun, les deux auteurs s'opposèrent ; Dalí voulait représenter l'amour, la création, les mythes catholiques dans le décor du cap de Creus. Ce qui devait créer pour Dalí un sacrilège subtil, raffiné et profond fut transformé par Buñuel en un anticléricalisme primaire. D'une durée d'une heure, le film provoqua des troubles publics entre royalistes et surréalistes. Jugé à l'époque insolent, il fut interdit jusqu'en 1981.
Dalí participa à la réalisation de plusieurs films qui ne purent pas être terminés. En 1941, il écrivit une première scène de rêve pour le film Moontide, de Fritz Lang, qui ne fut pas tourné en raison de l'entrée en guerre des États-Unis. En 1945, Dalí commença à réaliser avec Walt Disney le dessin animé Destino qui fut arrêté au bout de quelques mois à cause de problèmes financiers liés à la guerre. Dalí et Disney s'appréciaient beaucoup, et Dalí considérait le cinéaste comme un « grand surréaliste américain » (« great American surrealist ») au même titre que les Marx Brothers et Cecil B. DeMille,.
« […] Hitchcock est l'un des rares personnages que j'ai rencontrés récemment à posséder un certain mystère. »
Il écrivit un scénario pour les Marx Brothers, intitulé Giraffes on Horseback Salad, qui resta à l'état d'esquisses. En 1945, il réalisa le décor de la scène du rêve (spellbound) pour le film d'Alfred Hitchcock, La Maison du docteur Edwardes. Dans cette scène, Gregory Peck, psychanalysé par Ingrid Bergman, voit un rideau d'yeux grands ouverts — idée reprise du film Un chien andalou — et des ciseaux énormes qui découpent paupières et rétines.
Dalí produisit lui-même quelques courts-métrages expérimentaux surréalistes où il se mit en scène. Pendant les années 1950, il produisit L'Aventure prodigieuse de la Dentellière et du rhinocéros, réalisé par Robert Descharnes, où s'associaient des images et des objets par la courbe logarithmique et le nombre d'or. En 1975, ce fut Impressions de la Haute Mongolie (Hommage à Raymond Roussel), réalisé par José Montes Baquer. Dans ce film aux allures de faux documentaire, Salvador Dalí raconte l'histoire d'un peuple disparu dont il a retrouvé la trace au cours d'un voyage en « Haute Mongolie ». L'histoire est complètement inventée. Dalí avait uriné sur la bague d'un stylo et attendu que la corrosion agisse en filmant les effets à distances macro et microscopiques, le tout agrémenté d'un commentaire d'« historien ».
Il réalisa, avec Jean-Christophe Averty et Robert Descharnes, L'Autoportrait mou de Salvador Dalí (1967), une réclame publicitaire pour le chocolat Lanvin en 1968,. Alejandro Jodorowsky, dans son projet avorté de film pour le roman Dune, avait sollicité Dalí pour jouer le rôle de l'empereur Shaddam IV. Celui-ci exigea, entre autres, d'être payé au tarif astronomique de 100 000 dollars de l'heure et proposa un trône d'inspiration scatologique. David Pujol a réalisé en 2018 un documentaire intitulé Salvador Dalí : A la recherche de l'immortalité.

### Théâtre
Dalí participa à plusieurs projets liés au théâtre. Il collabora en 1927 avec Federico García Lorca pour la pièce Marina Pineda et écrivit le livret de Bacchanale, inspiré du Tannhäuser de Richard Wagner. Pendant son séjour new-yorkais, Dalí réalisa plusieurs toiles de fond, décors et costumes pour des ballets : Bacchanale (1939), Labyrinth (1941), Helena (1942), Roméo et Juliette (1942), Café de Cinitas (1943) et Tristan Fou (1944).

### Monde de la mode

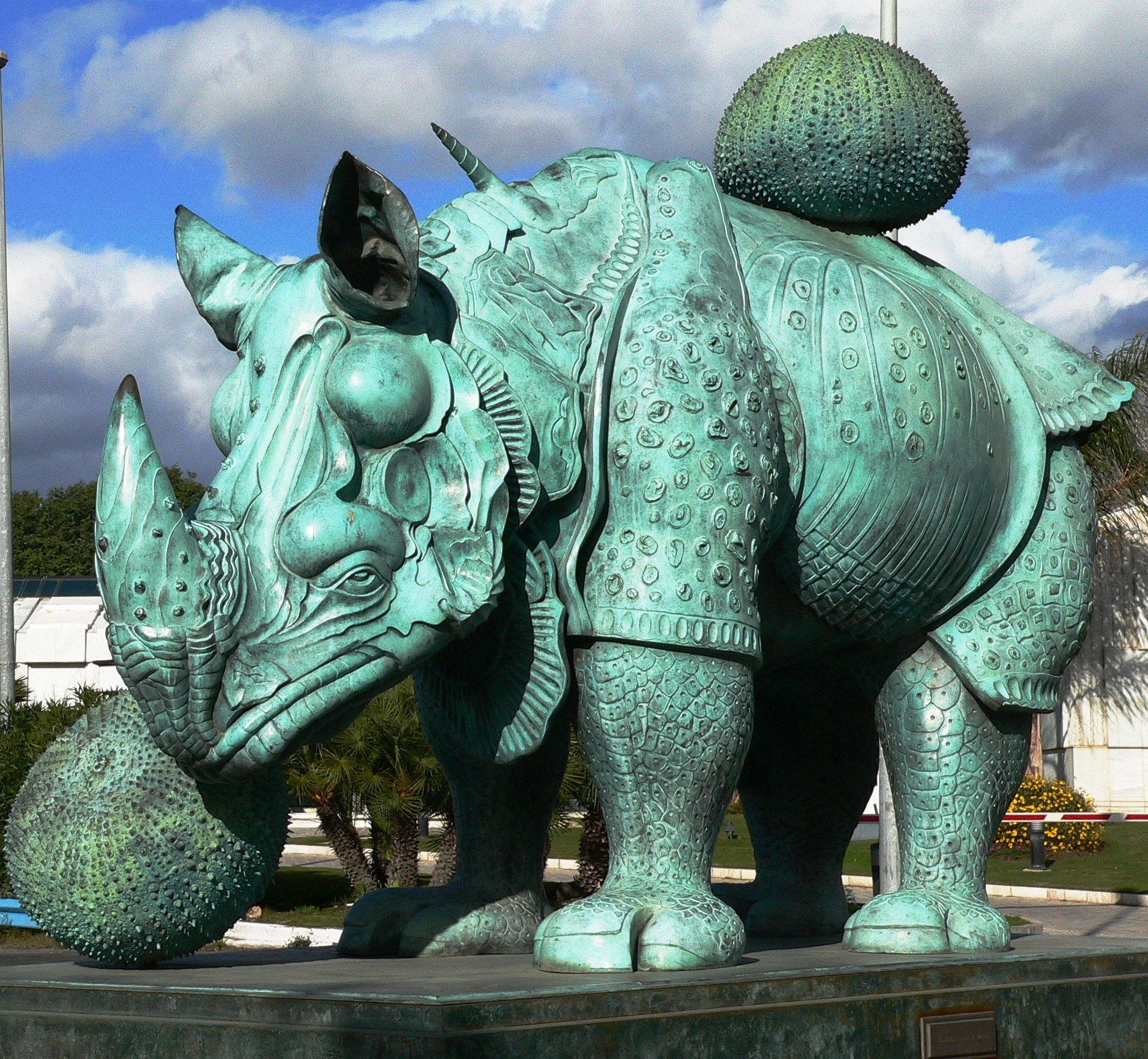
Rhinocéros de Dalí à Puerto Banús (la sculpture pèse 3.6 tonnes).

Dalí, tout au long de sa vie et de son œuvre, resta comme en symbiose avec le monde polymorphique de la mode. Dans son désir insatiable de matérialiser la créativité sans limite qui le singularisait, il explora les registres créatifs les plus hétérogènes du secteur de la mode. Ses modèles étaient de préférence des femmes aux hanches proéminentes — les femmes coccyx — et aux aisselles épilées, telle Greta Garbo. Parmi ses réalisations les plus notables, il produisit nombre de motifs de tissus et de dessins décoratifs pour les vêtements. Il collabora avec Coco Chanel pour dessiner les costumes et les décors de cadre de la pièce Bacchanale, « paranoïaque-kinétique », participa à la création de quelques modèles de chapeaux dont un célèbre en forme de chaussure et, avec la couturière Elsa Schiaparelli, créa la « robe homard » (années 1930), sur une commande d’Edward James pour son amie l’actrice Ruth Ford. Il imagina avec Christian Dior en 1950 le « costume de l'année 1945 » à tiroirs. Salvador Dalí créa la Toile Dalígram à la fin des années 1960, à partir d'un étui de Louis Vuitton. En 1970, un sac à main Lancel fut décoré de son alphabet amoureux, alors que l'anse était formée d'une chaîne de vélo. Il créa des maillots de bain pour femme qui compriment les seins et donnent ainsi un aspect angélique ; un smoking aphrodisiaque recouvert de verres de liqueur remplis de peppermint frappé ; des cravates ; le design capillaire de ses moustaches-antennes métamorphiques ; des flacons de parfum.
Nombre de ses créations restèrent à l'état de modèles sans jamais être réalisées. Ce fut le cas de robes avec de faux intercalaires et bourrées d’anatomies factices ; du maquillage au niveau des joues creuses pour éliminer les ombres sous les yeux ; des lunettes kaléidoscopiques pour les voyages en voiture ; de faux ongles composés de minimiroirs dans lesquels il est possible de se contempler.

### Photographie

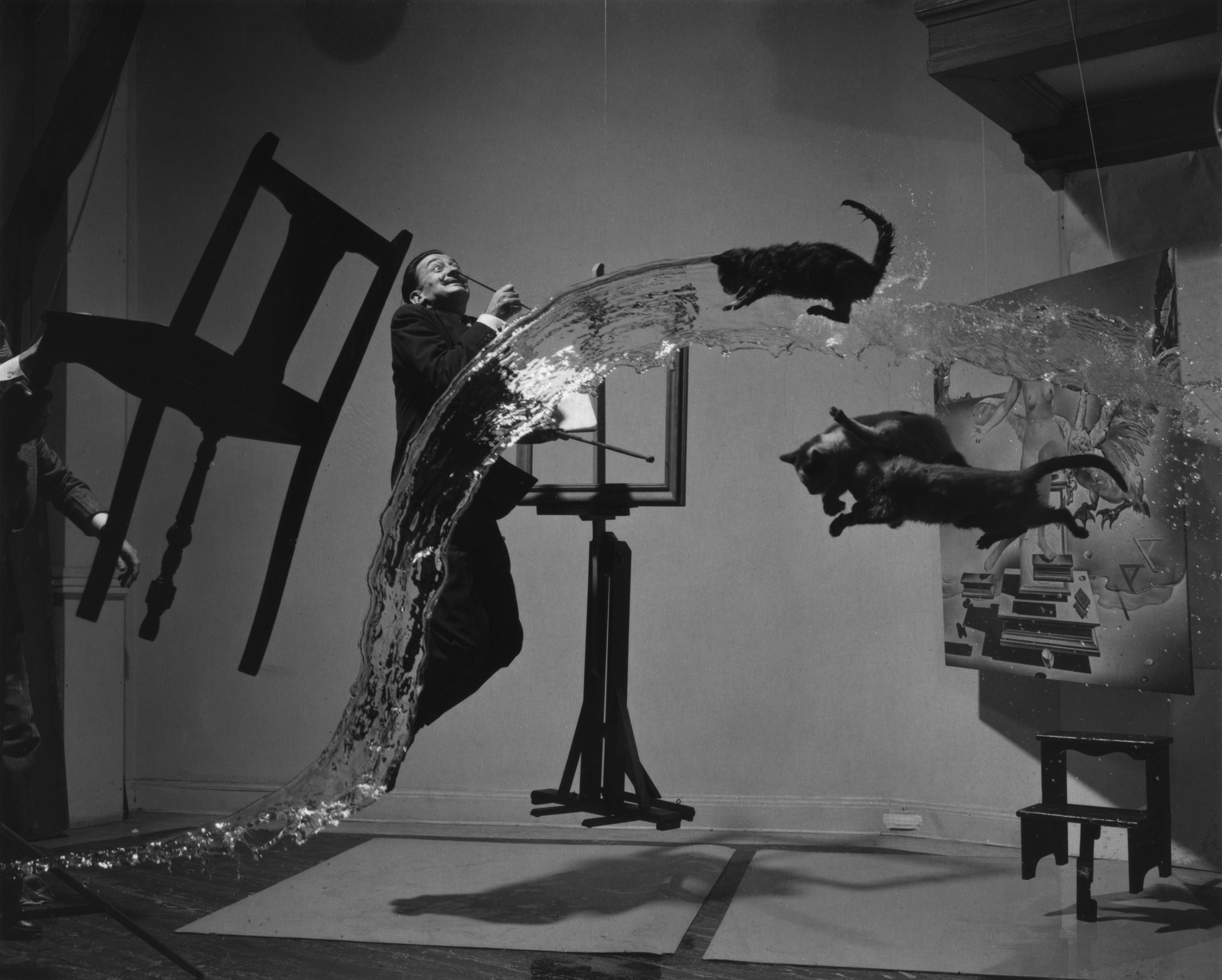
Le Dalí Atomicus, photo de Philippe Halsman (1948), montré avant que les fils de suspension soient enlevés.

Dalí montra un réel intérêt pour la photographie à laquelle il donna une place importante dans son œuvre. Il harmonisa les décors et les photographies comme un peintre travaille sa toile avec ses pinceaux. La photographie fut la révélation d'une partie majeure et méconnue de la création dalinienne. Il travailla avec des photographes comme Man Ray, Brassaï, Cecil Beaton et Philippe Halsman. Avec ce dernier, il créa la fameuse série Dalí Atomicus. Ce fut sans aucun doute Robert Descharnes, son ami collaborateur-photographe pendant 40 années, qui fit le plus de clichés de Dalí, de l'homme et de son œuvre.

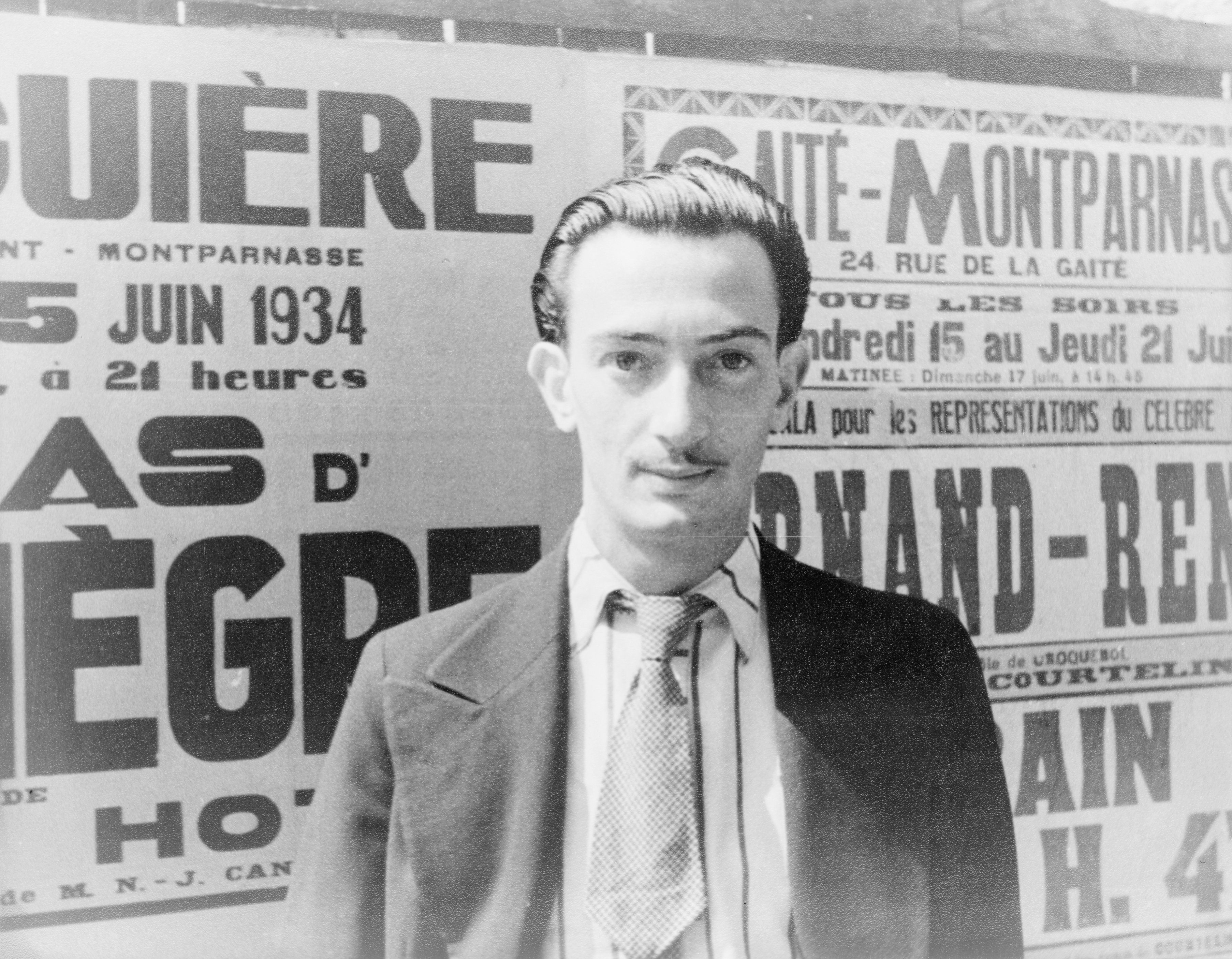
Dalí à Paris en 1934, par Carl van Vechten.

Le photographe et journaliste Enrique Sabater rencontra Dalí lors de l'été 1968, alors qu'il était chargé par l'agence américaine Radical Press d'interviewer le peintre dans sa maison de Portlligat. Une amitié naquit entre eux et le photographe passa douze ans auprès de Dalí en tant que secrétaire, bras droit et confident. Enrique réalisa des milliers de photos de Dalí et Gala. En 1972, alors qu'Elvis Presley lui rendait visite, Dalí fut si impressionné par sa chemise country à motifs brodés et boutons de nacre que le chanteur la lui offrit. Il la porta alors pour réaliser Dalí avec la chemise d'Elvis. Le maître raconta à Marc Lacroix, qui réalisa la photographie : « Quand Elvis Presley est venu me rencontrer dans mon atelier il a tout de suite remarqué que j'étais fasciné par sa chemise country. Au moment de partir il m'a dit : “Vous aimez ma chemise ?” Oui. Beaucoup. Sans un mot il a défait les boutons et est reparti torse nu. Depuis je ne la quitte jamais pour peindre. »
Avec Marc Lacroix, photographe de mode, Dalí posa en 1970 pour une série de portraits où il se mit en scène, dans des photos délirantes : Dalí à la couronne d'araignée de mer, Dalí à l'oreille fleurie, Avida Dollars. Cette dernière photographie fut réalisée au-dessus d'une enseigne de la Banque de France, entourée de billets à son effigie. Toujours avec Marc Lacroix, il tenta une expérience à laquelle il songeait depuis longtemps. Il réalisa une peinture en trois dimensions, Huit pupilles, faite à l'aide d'un appareil-prototype à prise de vue stéréoscopique permettant de rendre la profondeur.
Dalí entretenait une relation amicale avec le chanteur du groupe de hard rock Alice Cooper, Vincent Furnier. Les deux artistes s'admiraient mutuellement, Alice Cooper usant d'une toile de Dalí pour illustrer son album DaDa en 1983, après que ce dernier lui eut dédié dix ans plus tôt un hologramme intitulé Premier cylindre. Portrait du cerveau de Alice Cooper. L'une des photographies les plus marquantes est celle du peintre, coiffé d'un chapeau haut-de-forme, sur les côtés duquel il avait disposé des masques de Joconde. Selon Thérèse Lacroix, il la créa pour sa participation à un bal donné par la baronne Rothschild. Seule une moitié du visage de Dalí apparaît au milieu de sourires énigmatiques figés.

## Œuvres notoires

### La Corbeille de pain
La Corbeille de pain (31,5 × 31,5 cm), (Salvador Dali Museum), est une huile sur bois réalisée en 1926. Ce fut la première œuvre de Dalí exposée hors d'Espagne, lors de l'exposition internationale au Carnegie Institute de Pittsburgh de 1928. Cette œuvre de jeunesse fut réalisée peu après la fin de ses études d'art à Madrid alors qu'il étudiait les maîtres hollandais. Dalí y démontra à vingt-deux ans la pleine possession de ses moyens picturaux.
Représentée de façon très réaliste dans un clair-obscur très classique, une corbeille de pain en osier est présentée avec quatre tranches de pain, l'une d'entre elles est beurrée. L'ensemble est posé sur une nappe blanche comportant de nombreux plis. Au centre, l'envers de la nappe est représenté, laissant apparaître les détails du tissu de façon très nette. Le fond est sombre, voire noir. La lumière blanche crue semble vitrifier la scène.

### Métamorphose de Narcisse
La Métamorphose de Narcisse (Galerie Tate, 50,8 × 78,3 cm) fut réalisée en 1936-1937, alors que le peintre était en pleine période surréaliste. C'est une scène mythologique dont l'histoire la plus détaillée est rapportée dans les Métamorphoses d'Ovide : après une rencontre avec la nymphe Écho, qui ne put le séduire, Narcisse, fils de la nymphe Liriopé et du fleuve Céphise, fut contraint par Némésis, la déesse de la vengeance, à boire une eau limpide. Cependant, « épris de son image qu'il aperçoit dans l'onde, il prête un corps à l'ombre vaine qui le captive : en extase devant lui-même, il demeure, le visage immobile comme une statue de marbre de Paros ». Narcisse tomba amoureux de son reflet mais, ne pouvant se séparer de son corps, il se mit à pleurer. Ses larmes troublèrent l'image qui disparut. Narcisse se frappa de désespoir et, une fois l'eau redevenue calme, il contempla son reflet meurtri. Il se laissa mourir se lamentant d'un « hélas », qu'Écho répéta inlassablement jusqu'à un dernier « adieu » auquel la nymphe répondit également. Lors de son enterrement, « on ne trouve à sa place qu'une fleur jaune, couronnée de feuilles blanches au milieu de sa tige ».
Dalí présenta avec sa toile un « poème paranoïaque » de même nom et de même sujet, l'ensemble précédé par un méta-texte, un mode d'emploi. Selon le peintre, ce fut la première œuvre, peinture et poème, à être entièrement conçue selon la méthode paranoïaque critique. Si, d'après le poème, le Dieu neige est présent dans les montagnes en fond, la scène se passe au printemps, saison des narcisses. Le peintre exploite une image double, issue de sa méthode paranoïaque critique, en représentant l'état précédant la transformation de Narcisse à gauche, et sa transformation à droite, utilisant le sens de lecture latin. À gauche, le personnage aux contours imprécis se reflète dans l'eau. Il est courbé et sa tête est posée sur ses genoux, attendant la mort. À droite figure le double de l'image après transformation. Le personnage devient une main fine et pierreuse qui sort de terre. Elle porte sur ses trois doigts réunis un immense œuf d'où sort un narcisse. L'ongle comme l'œuf sont brisés et le groupe est représenté dans un gris cadavérique et pierreux, sur lequel montent des fourmis symboles de putréfaction.
En fond et au centre est représenté ce que Dalí définit dans le poème comme un « groupe hétérosexuel en état d'attente ». C'est un groupe de huit hommes et de femmes nus éconduits par Narcisse, qui comporterait, selon Dalí un Hindou, un Catalan, un Allemand, un Russe, un Américain, une Suédoise et une Anglaise. Une autre interprétation est faite par Shnyder qui considère la transformation inverse. La main à droite est l'état initial ; à gauche, décalé par translation, figure le peintre Dalí, dans un double de cette image. Ce groupe se métamorphose en un personnage assis et penché se mirant dans une eau figée et qui figure le Narcisse du mythe d'Ovide. Les couleurs sont chaudes, dorées et douces. Dalí dit du personnage de Narcisse dans son état initial que « lorsqu'on le regarde avec insistance, [il] commence [lui] aussi à se fondre dans les rochers rouges et dorés ».

### Prémonition de la guerre civile
Comme de nombreuses toiles de Dalí, cette toile a un titre double : Constructions molles aux haricots bouillis. Prémonition de la guerre civile. C'est une huile sur toile, de 100 × 99 cm, conservée au musée d'art de Philadelphie. Elle fut commencée à Paris en 1936, alors que la multiplication des troubles armés en Espagne ne laissait que peu de doutes sur l'avenir immédiat du pays, sur « l'approche du grand cannibalisme armé de notre histoire, celle de notre guerre civile à venir ». Le peintre raconte dans Vie secrète de Salvador Dalí comment, en 1934, lors de la proclamation de la république catalane, Gala et lui avaient fui Barcelone pour Paris, entre barrages d'anarchistes et déclaration d'indépendance de la Catalogne. Leur chauffeur avait été assassiné sur le chemin du retour.
En fond, la plus grande partie de la toile est occupée par le ciel. Sur le sol terreux et ensoleillé figure un être immense, au visage grimaçant et à l'anatomie absurde. L'ensemble est vu en contre-plongée. Dalí réalise dans cette toile une forme de décomposition, de dissection et de recomposition d'un géant en un monstre. C'est, selon Jean-Louis Ferrier, une toile où « un gigantesque corps humain se déchire lui-même, s'écartèle, s'étrangle, grimace de douleur et de folie ». Une main est à terre dans la poussière tandis que l'autre, dressée vers le ciel, serre un sein. Elles sont toutes deux contractées et d'un gris cadavérique. Les bras forment un angle et se prolongent en une sorte de jambe reliée à un bassin. Sur le bassin, un pied en décomposition et sa jambe dressée forment, avec les parties précédemment citées, un immense trapèze dont le grand côté est surmonté d'une tête grimaçante levée vers le ciel. L'ensemble est soutenu par un pied coupé et morbide et une table de chevet minuscule, tous deux posés entre des haricots bouillis disséminés sur le sol. Sur le bassin, à droite du pied, figure un étron.
Dalí commenta lui-même la présence de ces haricots qui justifie le premier titre de l'œuvre : « La structure molle de cette énorme masse de chair dans la guerre civile, je l’ai garnie de haricots bouillis, parce qu’on ne peut s’imaginer avalant toute cette viande insensible sans l’accompagnement même banal de quelque légume mélancolique et farineux ».
L'association guerre-nourriture-amour est le thème central d'une autre de ses toiles sur le même thème : Cannibalisme de l'automne.

### La Tentation de saint Antoine
La Tentation de saint Antoine fut réalisée en 1946. C'est une huile sur toile surréaliste de 90 × 119,5 cm conservée à Bruxelles au Musée Royal des Beaux-Arts. La toile fut réalisée en 1946 à New York et est représentative de cette période où le surréalisme laissa peu à peu place à la religion. Dalí s'était alors rapproché du cinéma et réalisa cette œuvre lors d'un concours organisé pour une adaptation cinématographique du roman de Guy de Maupassant, Bel-Ami. Le concours fut remporté par Max Ernst et la toile de Dalí ne fut pas acceptée. Pour Gilles Néret, sans s'y limiter, la toile joue sur l'opposition religieux-érotique.

« Alchimie des peurs et des désirs, La Tentation de saint Antoine opère une subtile synthèse entre la peinture classique et le sens aigu de la spiritualité de son auteur. »

— Gilles Néret
Le tableau montre saint Antoine dans le désert, agenouillé et portant une croix pour se protéger des tentations qui l'attaquent dans un geste d'exorcisme. Ces tentations prennent la forme d'un cheval géant, d'une file d'éléphants aux « pattes arachnéennes » immenses et grotesques. Saint Antoine est représenté sous les traits d'un mendiant alors que chaque animal est chargé d'une tentation sur son dos, parmi les plus communes parmi les hommes. Le triomphe est représenté par le cheval aux sabots sales et usés ; à sa droite, une femme nue couvrant ses seins offre son corps voluptueux. Elle représente la sexualité. Ensuite viennent les richesses. Il s'agit d'un obélisque d'or sur l'éléphant suivant, inspiré de l'obélisque du Bernin, à Rome. Suit une femme nue prisonnière dans une maison dorée. Celle-ci est surmontée des trompettes de la renommée. En fond, un dernier éléphant porte un monolithe phallique immense et dépassant un nuage sur lequel figure un château. Au milieu du paysage désert, sous les éléphants, deux hommes se disputent. L'un est vêtu d'une cape rouge et porte une croix. L'autre est gris et penché en avant. Un ange blanc vole au-dessus du désert.

### Christ de saint Jean de la Croix
Le Christ de saint Jean de la Croix est une des plus célèbres toiles du peintre. C'est une huile sur toile, réalisée en 1951, de 205 × 116 cm, qui est conservée au musée Kelvingrove de Glasgow. L'originalité de la perspective et l'habileté technique rendirent la toile très célèbre, au point qu'en 1961, un fanatique tenta avec peu de succès de la vandaliser. Durant les années 1950, l'artiste représenta plusieurs fois la scène de la crucifixion, comme dans Corpus hypercubus peint en 1945. Pour réaliser cette toile, Dalí se basa sur les théories du Discours sur la forme cubique de Juan de Herrera, responsable du monastère de San Lorenzo de l'Escorial au XVIe siècle.

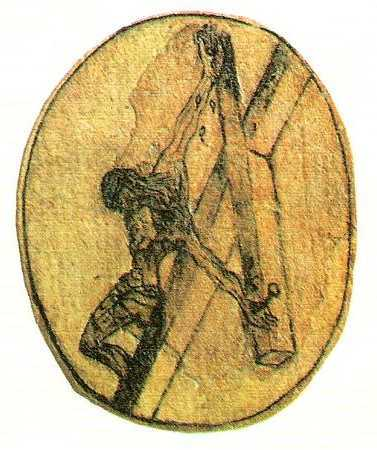
Croquis de crucifixion par saint Jean de la Croix dont Dalí s'inspira.

Dalí s'inspira d'un dessin mystique de saint Jean de la Croix conservé au monastère de l'Incarnation (es) d'Ávila, et d'une image qu'il dit avoir rêvé d'un cercle dans un triangle. Cette figure qui, d'après lui, était comme le noyau d'un atome, était similaire au dessin du monastère et il décida de l'utiliser pour sa toile. La peinture montre Jésus crucifié, pris en perspective plongeante et vu d'au-dessus de la tête. Cette dernière regarde vers le bas et est le point central de l’œuvre. La partie inférieure du tableau représente un paysage impassible, formé par la baie de Port Lligat. En bas à droite, deux pêcheurs s'affairent près d'une barque. Ils sont inspirés d'un dessin de Velázquez pour La Reddition de Breda et d'une peinture de Le Nain. Entre le Crucifié et la baie s’intercalent des nuages aux tons mystiques et mystérieux, illuminés par la clarté qui émane du corps de Jésus. Le puissant clair-obscur qui sert à rehausser la figure de Jésus provoque un effet dramatique.
Le Christ est représenté de façon humaine et simple. Il a les cheveux courts — au contraire des représentations classiques — et est dans une position relaxée. L'écriteau de la partie supérieure de la croix est une feuille de papier doublée aux initiales INRI. À la différence des représentations classiques, le Christ n'est pas blessé, n'est pas cloué sur la croix, n'a pas d'entaille, très peu de sang et ne possède aucun des attributs classiques de la crucifixion — clous, couronne d'épines, etc. Il semble flotter accolé à la croix. Dalí se justifia en expliquant qu'au cours d'un rêve il changea son projet initial de mettre des fleurs, œillets et jasmins, dans les blessures du Christ, « peut-être à cause d'un proverbe espagnol qui dit A mal Cristo, demasiada sangre »,. Certains commentateurs affirment qu'il s'agit de l’œuvre la plus humaine et la plus humble sur le thème de la Crucifixion.

### Principales œuvres picturales
Salvador Dalí peignit 1 640 tableaux principalement des huiles sur toile. Les titres et les dates sont issus de l'ouvrage de Gilles Néret et Robert Descharnes.
| Époque      | Nom de l'œuvre                                                                      | Technique                                                               | dimensions            | Ville                    | Institut                                                                                                |
| ----------- | ----------------------------------------------------------------------------------- | ----------------------------------------------------------------------- | --------------------- | ------------------------ | --- |
| vers 1920   | Autoportrait                                                                        | Huile sur toile                                                         | 52 × 45 cm            | -                        | Collection particulière                                                                                 |
| vers 1924   | Portrait de Luis Buñuel                                                             | Huile sur toile                                                         | 70 × 60 cm            | Madrid                   | Musée Reina Sofía, anciennement collection Luis Buñuel                                                  |
| 1925        | Personnage à une fenêtre (Jeune fille à la fenêtre)                                 | Huile sur toile                                                         | 105 × 74,5 cm         | Madrid                   | Musée Reina Sofía                                                                                       |
| 1926        | La Corbeille de pain                                                                | Huile sur toile                                                         | 31,5 × 31,5 cm        | St. Petersburg (Floride) | Salvador Dali Museum                                                                                    |
| 1927        | Le miel est plus doux que le sang                                                   | Huile sur toile                                                         | -                     | Château de Púbol         | Fondation Gala-Salvador Dalí                                                                            |
| 1928        | L'Âne pourri                                                                        | Huile, sable et graviers sur bois                                       | 61 × 50 cm            | Paris                    | Musée national d'art moderne, Centre Georges Pompidou                                                   |
| 1929        | L'Énigme du désir - Ma mère, ma mère, ma mère                                       | Huile sur toile                                                         | 110 × 150,7 cm        | Munich                   | Galerie nationale d'art moderne, anciennement collection Oskar R. Schlag                                |
| 1929        | Le Grand Masturbateur                                                               | Huile sur toile                                                         | 110 × 150 cm          | Madrid                   | Musée Reine Sofía                                                                                       |
| 1931        | La Persistance de la mémoire                                                        | Huile sur toile                                                         | 24 × 33 cm            | New York                 | Museum of Modern Art                                                                                    |
| 1932        | Pain anthropomorphe – Pain catalan                                                  | Huile sur toile                                                         | 24 × 33 cm            | St. Petersburg (Floride) | Salvador Dali Museum                                                                                    |
| 1933        | L'Énigme de Guillaume Tell                                                          | Huile sur toile                                                         | 201,5 × 346 cm        | Stockholm                | Moderna Museet                                                                                          |
| 1933        | Buste de femme rétrospectif                                                         | Pain et encrier, porcelaine, épis de maïs, et bande zootrope sur carton | 54 × 45 × 35 cm       | -                        | Collection particulière. (reconstruite en 1970)                                                         |
| 1933        | L'Angélus architectonique de Millet                                                 | Huile sur toile                                                         | 73 × 61 cm            | Madrid                   | Musée Reine Sofía                                                                                       |
| 1933        | Téléphone-homard                                                                    | Assemblage                                                              | 15 × 30 × 17 cm       | Rotterdam                | Musée Boijmans Van Beuningen, anciennement collection Edward James                                      |
| 1936        | Construction molle aux haricots bouillis. Prémonition de la guerre civile           | Huile sur toile                                                         | 100 × 99 cm           | Philadelphie             | Philadelphia Museum of Art, collection Louise et Walter Arensberg, anciennement collection Peter Watson |
| 1936        | Vénus de Milo aux tiroirs                                                           | Bronze patiné blanc avec boutons d'hermine                              | 98 × 32,5 × 34 cm     | Rotterdam                | Musée Boijmans Van Beuningen                                                                            |
| 1936 - 1937 | Sofa Mae West                                                                       | Armature en bois avec capitonnage en feutre rose foncé et rose clair    | 92 × 213 × 80 cm      | Brighton                 | Musée et galerie d'art de Brighton. (reconstruction au Théâtre-Musée Dalí à Figueras)                   |
| 1937        | Le Sommeil                                                                          | Huile sur toile                                                         | 51 × 78 cm            | -                        | Collection privée                                                                                       |
| vers 1937   | La Girafe en feu                                                                    | Huile sur bois                                                          | 35 × 27 cm            | Bâle                     | Kunstmuseum                                                                                             |
| 1937        | Métamorphose de Narcisse                                                            | Huile sur toile                                                         | 50,8 × 78,3 cm        | Londres                  | Tate Gallery, anciennement collection Edward James                                                      |
| 1941        | Autoportrait mou avec des lardons grillés                                           | Huile sur toile                                                         | 61,3 × 50,8 × cm      | Figueras                 | Fondation Gala-Salvador Dalí                                                                            |
| 1943        | Enfant géopolitique observant la naissance de l'homme nouveau                       | Huile sur toile                                                         | 45,5 × 50 cm          | St. Petersburg (Floride) | Salvador Dalí Museum                                                                                    |
| 1944        | Rêve causé par le vol d'une abeille autour d'une grenade, une seconde avant l'éveil | Huile sur toile                                                         | 51 × 40,5 cm          | Madrid                   | Musée Thyssen-Bornemisza                                                                                |
| 1946        | La Tentation de saint Antoine                                                       | Huile sur toile                                                         | 89,7 × 11,5 cm        | Bruxelles                | Musées royaux des beaux-arts de Belgique                                                                |
| 1949        | Léda atomique                                                                       | Huile sur toile                                                         | 61,1 × 45,3 cm        | Figueras                 | Fondation Gala-Salvador Dalí                                                                            |
| 1950        | La Madone de Port Lligat                                                            | Huile sur toile                                                         | 275,3 × 209,8 cm      | Fukuoka                  | Musée d'art de Fukuoka                                                                                  |
| 1951        | Christ de saint Jean de la Croix                                                    | Huile sur toile                                                         | 205 × 116 cm          | Glasgow                  | Kelvingrove Art Gallery and Museum                                                                      |
| 1952        | Galatée aux sphères                                                                 | Huile sur toile                                                         | 65 × 54 cm            | Figueras                 | Fondation Gala-Salvador Dalí                                                                            |
| 1954        | Corpus hypercubus (Crucifixion)                                                     | Huile sur toile                                                         | 194,5 × 124 cm        | New York                 | Metropolitan Museum of Art                                                                              |
| 1954        | Jeune Vierge autosodomisée par les cornes de sa propre chasteté                     | Huile sur toile                                                         | 40,5 × 30,5 cm        | Los Angeles              | Manoir Playboy                                                                                          |
| 1955        | Buste rhinocérontique de la « Dentellière » de Vermeer (premier état)               | Plâtre patiné                                                           | 50,5 × 35,4 × 38,5 cm | -                        | Collection particulière                                                                                 |
| 1956        | Nature morte vivante                                                                | Huile sur toile                                                         | 125 × 160 cm          | St. Petersburg (Floride) | Salvador Dalí Museum, prêt de E. et A. Reynolds Morse                                                   |
| 1958        | Rose méditative                                                                     | Huile sur toile                                                         | 36 × 28 cm            | Huntsville               | Musée d'art                                                                                             |
| 1963        | Galacidalacidesoxyribonucleicacid                                                   | Huile sur toile                                                         | 305 × 345 cm          | St. Petersburg (Floride) | Salvador Dalí Museum                                                                                    |
| 1965        | La Gare de Perpignan                                                                | Huile sur toile                                                         | 296 × 406 cm          | Cologne                  | Musée Ludwig                                                                                            |
| 1969        | Le Torero hallucinogène                                                             | Huile sur toile                                                         | 398,8 × 299,7 cm      | St. Petersburg (Floride) | Salvador Dalí Museum                                                                                    |

Un grand nombre d'œuvres de Salvador Dalí sont exposées à la Fondacion Gala-Salvador Dalí à Figueras, dans le Théâtre-musée Dalí, qu'il a décrit comme « le plus grand des objets surréalistes au monde ».

## Collections et musées

### Principaux musées
Avec Pablo Picasso, Salvador Dalí fut l'un des deux artistes pour qui deux musées exclusivement dédiés à son œuvre ont été créés de son vivant. Le premier à ouvrir fut fondé par les collectionneurs A. Reynolds Morse et Eleanor Morse, qui avaient réuni au fil des années une vaste collection. En 1971, un premier musée, situé à Beachwood (Cleveland), fut inauguré par Salvador Dalí en personne. Au cours des années 1980, le couple légua les œuvres à la ville de St. Petersburg en Floride, qui ouvrit un nouveau Salvador Dali Museum en 1982. Quatre-vingt-seize toiles de Dalí y sont réunies, aux côtés de plus de 100 aquarelles et dessins, de plus de 1 300 photographies, sculptures, bijoux, ainsi que de nombreuses archives. Un nouveau bâtiment capable de résister aux ouragans ouvrit en 2011. Le second musée à ouvrir fut le Théâtre-musée Dalí. Situé dans sa ville natale de Figueras, en Catalogne, il fut construit dans les ruines d'un ancien théâtre ravagé par les flammes de la guerre civile espagnole. Il fut transformé dans les années 1970 en musée par le peintre et donna à la ville un nouveau lieu touristique. Il ouvrit en 1974.
Au milieu des années 1990, deux autres musées ouvrirent en Espagne. Le premier est le château de Púbol, qui fut la résidence de son épouse Gala. À sa mort, en 1982, le château servit de résidence à Salvador Dalí pendant deux ans jusqu'à ce qu'un incendie se déclarât dans la chambre en 1984. De même, sa maison de Portlligat dans le port de Cadaqués a été transformée en musée public. En France, Dalí Paris présente la collection comprenant plus d’une quinzaine de sculptures originales, conférant à cette exposition son statut de plus importante collection de France. En Allemagne, le musée Dalí sur la place Leipzig à Berlin réunit plus de 400 œuvres de l'artiste catalan.

### Cinéma sur Dalí
Les rapports de Dalí avec le cinéma firent l'objet en 2004 d'un film documentaire intitulé Cinéma Dalí, d'une rétrospective par la Tate Modern de Londres en 2007. En 2005, Delaney Bishop réalise le film La mort de Salvador Dali, où l'intrigue tourne entre Dalí consultant Sigmund Freud sur la manière de représenter la folie dans ses œuvres.
En 2009, le film réalisé par Paul Morrison, Little Ashes, retrace la jeunesse de Dalí à Madrid, où Robert Pattinson y tient le rôle de Salvador Dalí. En 2011, Ben Addis joue le rôle de Salvador Dalí dans le film Hugo Cabret et une comédie réalisée par Woody Allen, Minuit à Paris, raconte le parcours de deux jeunes Américains dans le milieu des artistes du Paris des années 1920. Ils rencontrent notamment Salvador Dalí, interprété par Adrien Brody. Le film reçoit l'Oscar du meilleur scénario original en 2012.

### Ouvrages
1. ↑  Dalí Salvador, Oui, Gonthier (ISBN 978-2-282-30197-6 et 2-282-30197-8).
2. ↑  Dalí Salvador (trad. de l'espagnol), La Vie secrète de Salvador Dalí, Paris, Éditions Gallimard, 2002, 437 p. (ISBN 2-07-076374-9), p. 448.
3. ↑  Dalí Salvador, Journal d'un génie, Paris, Éditions Gallimard, 1963, 301 p. (ISBN 2-07-073811-6), p. 308.
4. ↑  Dalí Salvador, Visages cachés : roman, Paris, éditions Stock, 1973, 597 p. (ISBN 2-84805-018-7).
5. ↑  Dalí Salvador, Mythe tragique de l'Angélus de Millet, Allia (ISBN 978-2-84485-418-6 et 2-84485-418-4), p. 144.

- Mon amie et la plage, 1927[162].
- L'Âne pourri, publié dans le premier numéro du Surréalisme au service de la révolution, juillet 1930[162].
- Les Dîners de Gala, recettes choisies, présentées et illustrées par Salvador Dali, Montrouge, Draeger, diffusion Vilo, 1973 ; réédition Cologne/Paris, éditions Taschen, 2016.
- Les Vins de Gala, Montrouge, Draeger, diffusion Vilo, 1978 ; réédition Cologne/Paris, éditions Taschen, 2017.
- Oui. La révolution paranoïaque-critique, l'archangélisme scientifique, Paris, Éditions Denoël, 2004, 416 p. (ISBN 2-207-25621-9).
- Visages cachés. Roman, Paris, S. Wespieser éditeur, 2004, 597 p. (ISBN 2-84805-018-7), no  d'édition 2720.
- Salvador Dalí (préf. Jack Spector), La Vie secrète de Salvador Dalí. Suis-je un génie ? Édition critique des manuscrits originaux de La Vie secrète de Salvador Dalí, Lausanne, Éditions L'Âge d'Homme, 2006, 739 p. (ISBN 2-8251-3643-3, lire en ligne)[183].
- La Vie secrète de Salvador Dalí (trad. de l'espagnol), Paris, Éditions Gallimard, 2002, 437 p. (ISBN 2-07-076374-9).
- Journal d'un génie, Paris, Éditions Gallimard, 1994, 301 p. (ISBN 2-07-073811-6).
- Salvador Dalí et Louis Pauwels, Les Passions selon Dalí, Paris, Denoël, coll. « Méditations », 2004, 223 p. (ISBN 978-2-207-25620-6).
- Les Cocus du vieil art moderne, Paris, B. Grasset, coll. « Les Cahiers Rouges », 2004 (ISBN 978-2-246-42143-6).
- Pensées et anecdotes, Paris, Le Cherche midi, 1995, 190 p. (ISBN 2-86274-372-0).
- Journal d'un génie adolescent (trad. du catalan), Monaco Paris, le Serpent à plumes, 2004, 240 p. (ISBN 2-907573-06-3).
- Lettres à Picasso : (1927-1970), Paris, Promeneur, 2005, 203 p. (ISBN 978-2-07-077548-4).
- Le Mythe tragique de "L'Angélus" de Millet : interprétation paranoïaque-critique, Paris, Éd. Allia, 2011, 140 p. (ISBN 978-2-84485-418-6).

## Académie des beaux-arts
Le 24 mai 1978, Salvador Dali est élu à l'Académie des beaux-arts en remplacement de Mariano Andreu.

## Image publique

### Le personnage

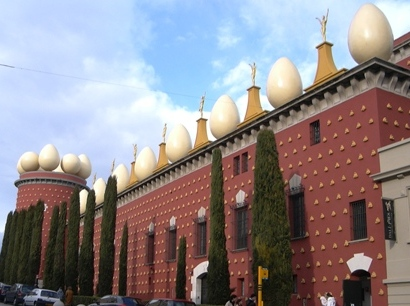
Teatre-Museu Gala Salvador Dalí à Figueras.

Le personnage reste controversé parmi les critiques d'arts et les historiens. Lors du centième anniversaire de la naissance de Dalí, le critique littéraire Peter Bürger soulignait, dans Die Zeit, que les classifications des artistes modernes mises en place à partir de 1955 n'incluent généralement pas Dalí, au contraire d'autres peintres surréalistes tels André Masson, Joan Miró et Max Ernst. À partir des années 1940 aux États-Unis, Dalí fut la cible de critiques à cause de ses travaux pour la haute couture, les bijoux, et plus généralement le design. Il était accusé de troubler la frontière entre art et consommation. Cette attitude de la critique ne prit fin qu'avec l'avènement du pop art, qui assuma complètement cette confusion. Son obsession pour Hitler était également polémique.
L'historien de l'art Michael Peppiatt écrivait, à ce propos, que « Dalí est passé de la brillance subversive de sa jeunesse à une vacuité grandissante et à un exhibitionnisme rémunérateur », s'opposant à Jean Dutourd, de l'Académie française :

« Salvador Dalí, qui était très intelligent, avait compris plusieurs choses qui, généralement échappent aux artistes, la première étant que le talent (ou le génie) est une baraque foraine. Pour attirer les clients, il faut bonimenter, avoir la langue bien pendue, faire des pitreries et des cabrioles sur une estrade. Ce en quoi Dalí, dès ses débuts, excella. Il considérait qu'il était le plus grand peintre du XXe siècle, c’est-à-dire un artiste classique ayant eu la malchance de tomber dans une basse époque de son art. Les Trissotin de l'intelligentsia occidentale et les bourgeois à leur suite faisaient la loi, c'est-à-dire l'opinion. »

« Il y a deux façons de se concilier ces gens-là, dont dépendent les réputations ; la première est d'être aussi grave qu'eux, aussi imbu de sa dignité. Ils reconnaissent aussitôt un membre de la tribu et savent le lui montrer. L'inconvénient est que pour réussir une telle attitude il faut être soi-même un peu un imbécile, […]. Il ne lui restait que l'autre issue qui est la provocation, c'est-à-dire les extravagances et l'imprévu en pensée autant qu'en paroles, la sincérité brutale, le goût de la facétie, l'iconoclastie à l'égard de tout ce qui est à la mode et de ce fait est intouchable. »

Cependant, Dalí utilisait l'académisme et la peinture de salon du XIXe siècle d'une façon complètement inattendue, ce qui obligea plus récemment certains critiques à reconsidérer leur jugement sur son art. Ce fut notamment le cas après les rétrospectives sur le surréalisme dalinien à Paris et Düsseldorf. Selon Peter Bürger, « Dalí, qui est décédé en 1989 n'a pas encore trouvé sa place dans l'art du XXe siècle ».
En préface au Journal d'un génie, Michel Déon résume l'originalité du peintre : « […] ce qui est le plus aimable, en Dalí, ce sont ses racines et ses antennes. Racines plongées profondément sous terre où elles vont à la recherche de tout ce que l'homme a pu produire de succulent (selon un de ses trois mots favoris) en quarante siècles de peinture, d'architecture et de sculpture. Antennes dirigées vers l'avenir qu'elles hument, prévoient et comprennent avec une foudroyante rapidité. Il ne sera jamais assez dit que Dalí est un esprit d'une curiosité insatiable. » Thérèse Lacroix, l'épouse et collaboratrice de Marc Lacroix qui, durant dix ans, rendit de nombreuses visites à Salvador et à Gala, observe que Dalí « était impressionnant par son regard et son port de tête. Il était altier mais amusant, ne se prenait pas au sérieux ».
Dali avait l'habitude de parler de lui-même à la troisième personne.

### Opinions politiques
Les rapports de Dalí avec la politique furent souvent équivoques et mal compris. Ils jouèrent cependant un rôle notable dans sa carrière artistique. Adolescent, Dalí « penchait vers l'anarcho-syndicalisme radical », suivit avec passion la révolution russe et la progression de l'Armée rouge de Trotsky et se définit à l'époque lui-même comme socialiste. Il fut arrêté et emprisonné pendant quelques semaines à Girone pour agitation révolutionnaire. Mais sa vision politique évolua progressivement vers un « anarchisme violemment antisocial », puis un apolitisme provocateur. Son individualisme viscéral ne pouvait sans doute pas s'accommoder à long terme d'un mouvement populaire. Il provoqua en 1934 la colère des surréalistes en représentant Guillaume Tell sous les traits de Lénine, ce qu'André Breton considéra comme un « acte anti-révolutionnaire ». La rupture fut complète quand Dalí concentra ses travaux sur Hitler, envers qui il portait des propos ambigus à la fin des années 1930, jusqu'à ce que Breton exclût définitivement le peintre. Dalí fuit juste à temps l'Espagne au moment de l'embrasement de la guerre civile.
Pour Robert Descharnes et Gilles Néret, Dalí vécut cette guerre d'Espagne avec incompréhension. Ils relèvent les paroles du peintre : « Je n'avais pas l'âme et la fibre historique. Plus les événements allaient, plus je me sentais apolitique et ennemi de l'histoire ». Il resta abasourdi devant l'« ignominie » de l'assassinat de son ami Lorca, « le peintre par excellence le plus apolitique de la terre ». Poussé à choisir entre Hitler et Staline « par la hyène de l'opinion publique », il choisit de rester lui-même. Il eut la même attitude durant la Seconde Guerre mondiale, fuyant la France en guerre, et en fut très critiqué, par exemple par George Orwell : « À l'approche de la guerre en Europe, il n'eut qu'une préoccupation : trouver un endroit qui ait une bonne cuisine et d'où il puisse rapidement déguerpir en cas de danger », ajoutant dans sa biographie que Dalí était un dessinateur exceptionnel et un bonhomme dégoûtant.

Après son retour à Cadaqués en 1948, Dalí afficha un monarchisme presque mystique. Jean-Louis Gaillemin relève les paroles du peintre : 

« La Monarchie absolue, coupole esthétique parfaite de l'âme, homogénéité, unité, continuité biologique héréditaire suprême, tout cela en haut, élevé près de la coupole du ciel. En bas, anarchie grouillante et super gélatineuse, hétérogénéité visqueuse, diversité ornementale des ignominieuses structures molles, comprimées et rendant le dernier jus de leurs ultimes formes de réactions. »

 Cette attitude fut interprétée soit comme un rapprochement avec le franquisme — notamment par André Breton —, soit comme un moyen de ne pas soutenir directement ce régime, qui se servit néanmoins de certaines des déclarations du peintre et lui décerna la Grand-croix de l’ordre d’Isabelle la Catholique en 1964. Son attitude resta ambiguë. Outre les considérations surréalistes, si d'un côté Dalí ne pardonnait pas la mort de Lorca par les milices franquistes et dénonça jusqu'au bout la censure de l’œuvre de son ami poète,, il rencontra personnellement Franco en 1953 et réalisa un portrait de sa petite-fille, en 1974.
Pour Robert Descharnes, Dalí se rapprochait avant tout de la tradition monarchiste espagnole qui complétait d'autres aspects de son virage traditionaliste vers le catholicisme romain et la peinture de la Renaissance. Dalí revendiqua son ralliement à la monarchie dont il fit l'apologie comme une trahison à la bourgeoisie, sa classe sociale d'origine. Commencé à l'extrême-gauche, son parcours politique bascula à droite. En France, Dalí était surtout soutenu dans les années 1950 et 1960 par les intellectuels de droite, tels que Louis Pauwels ou Michel Déon mais lorsqu'il déclara, en 1970, être « anarcho-monarchique », il ouvrit la porte aux spéculations sur cette orientation politique, certainement minoritaire.
Selon Vicente Navarro, Dalí félicita en 1975 le vieux général Franco, peu avant sa mort, pour ses actions visant à « éclaircir l'Espagne des forces destructrices », après la signature d'ordres d'exécution de cinq prisonniers d'ETA. Si, pour beaucoup, Dalí jouait là son rôle de « bouffon de la cour » de Franco, d'autres, comme l'architecte Óscar Tusquets dans son livre Dalí y otros amigos, soulignèrent que l'extrême exagération de ces félicitations envers un dictateur aux portes de la mort devraient être interprétées de façon ironique, les provocations permanentes du peintre visant à construire un personnage public surréaliste.

## Marché de l'art

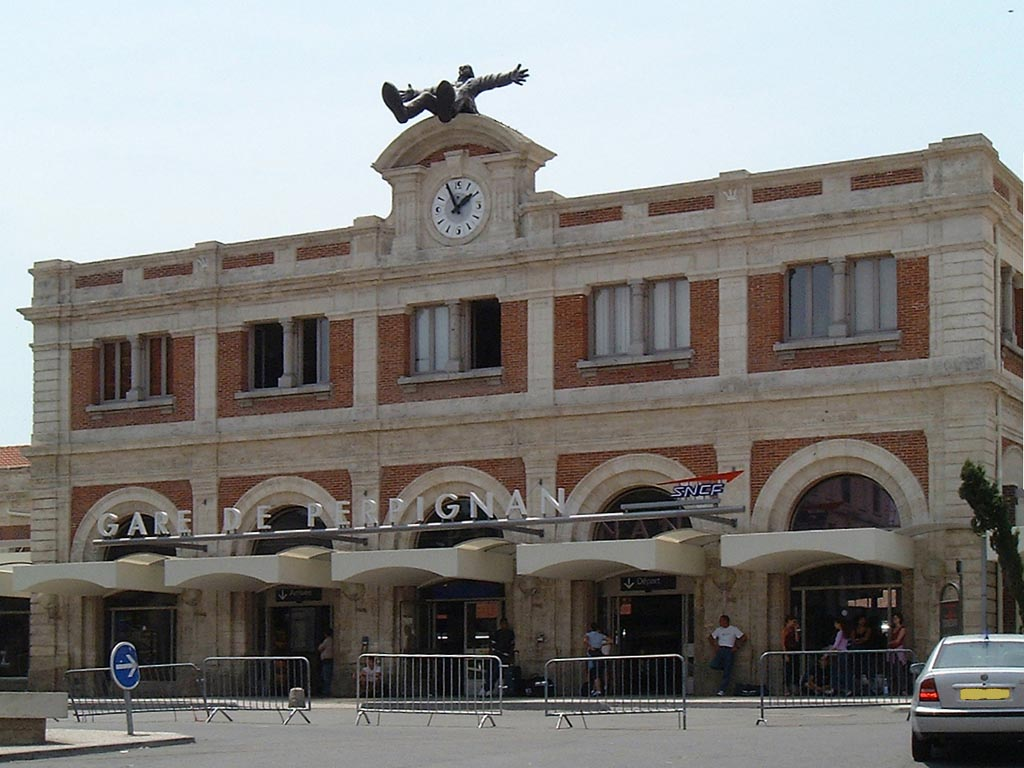
La gare de Perpignan, centre cosmique du monde selon Dalí, en parlant de sa façade.

Les peintures de Salvador Dalí sont des œuvres très recherchées par les collectionneurs d'art. L'huile sur bois Ma femme nue regardant son propre corps devenir marches, trois vertèbres d'une colonne, de 1945, a été vendue chez Sotheby's à Londres le 4 décembre 2000 pour 2 600 000 £ soient 4 274 140 euros. L'huile sur toile, Écho nostalgique, aux dimensions de 96,5 × 96,5 cm, a été vendue chez Sotheby's, à Londres, le 2 novembre 2005, pour 2 368 000 $ soit 2 028 665 euros.
Une rumeur affirme que Dalí avait été forcé, par son entourage, de signer des toiles vierges afin qu'elles puissent être peintes par d'autres et vendues après sa mort, comme des originaux, nourrissant la suspicion et dévaluant en conséquence les œuvres tardives du maître.
En ce qui concerne ses lithographies avec des papillons, Salvador Dalí découpait des photographies de ces insectes dans des revues, les collait sur une feuille de papier et les faisait recopier par le lithographe Jean Vuillermoz. Ces lithographies étaient imprimées sur des feuilles déjà pré-signées par Dali.[réf. nécessaire]

## Paternité
En 2017, une cartomancienne, Pilar Abel, prétend être sa fille. Pour déterminer si le peintre est bien le père biologique, le tribunal de Madrid ordonne le 26 juin, l'exhumation de son corps « afin d'obtenir des échantillons de ses restes ». L'exhumation s'est déroulée le 20 juillet, dans le musée Dalí de Figueras où le peintre reposait dans une crypte. Le 6 septembre 2017, la fondation Dalí a dévoilé que les résultats ADN prouvent que l'artiste espagnol n'est pas le père de Pilar Abel.

## Dans les arts et la culture populaire

### Filmographie

#### Cinéma
En 2009, sort Little Ashes de Paul Morrison, qui revient sur les jeunes années de Dali.
En 2011, Ben Addis joue son rôle dans Hugo Cabret de Martin Scorsese. Il apparaît la même année dans Minuit à Paris de Woody Allen, interprété par Adrien Brody.
Salvador Dalí est un personnage secondaire du film d'animation Buñuel après l'âge d'or (2018) : il y est évoqué à plusieurs reprises et on entend sa voix (interprété par Salvador Simó, le réalisateur) dans une scène où Luis Buñuel lui téléphone.
Il est ensuite incarné en 2022 par Ben Kingsley et Ezra Miller dans le long métrage Dalíland de Mary Harron.
En 2023, Joan Frank Charansonnet réalise El caso Ángelus, la fascinación de Dalí dans lequel il interprète Dali, tandis que six acteurs différents (Édouard Baer, Jonathan Cohen, Didier Flamand, Boris Gillot, Gilles Lellouche et Pio Marmaï) jouent son rôle dans Daaaaaalí ! de Quentin Dupieux. La même année, Gal Soler l'incarne dans En attendant Dali de David Pujol.

#### Télévision

##### Documentaire
En 1965, Jack Bond tourne Dali in New York.
En 2014, Sergio G. Mondelo réalise Dali, l’homme qui aimait les muses.
En 2018, David Pujol tourne Salvador Dalí : À la recherche de l'immortalité.

##### Émission
En 1957, Dali participe à l'émission de divertissement What's My Line?

### Littérature

#### Roman
En 1951, Giovanni Papini écrit une suite à Gog, intitulée Le Livre Noir où il insère le chapitre " Visite à Salvador Dali (ou : du génie) " dans laquelle le personnage principal rencontre Dali, qui lui présente toute la vision de son œuvre.
Dans The Amazing Adventures of Kavalier & Clat de Michael Chabon sorti en 2000, Salvador Dali est un des personnages historiques mineurs.

#### Bande dessinée
Il est le personnage principal des tomes 46 et 47 de la série de bande dessinée Jour J, Les Noces de Sang sorti en 2022.